# Olympische Sommerspiele 2004/Leichtathletik – Marathon (Männer)

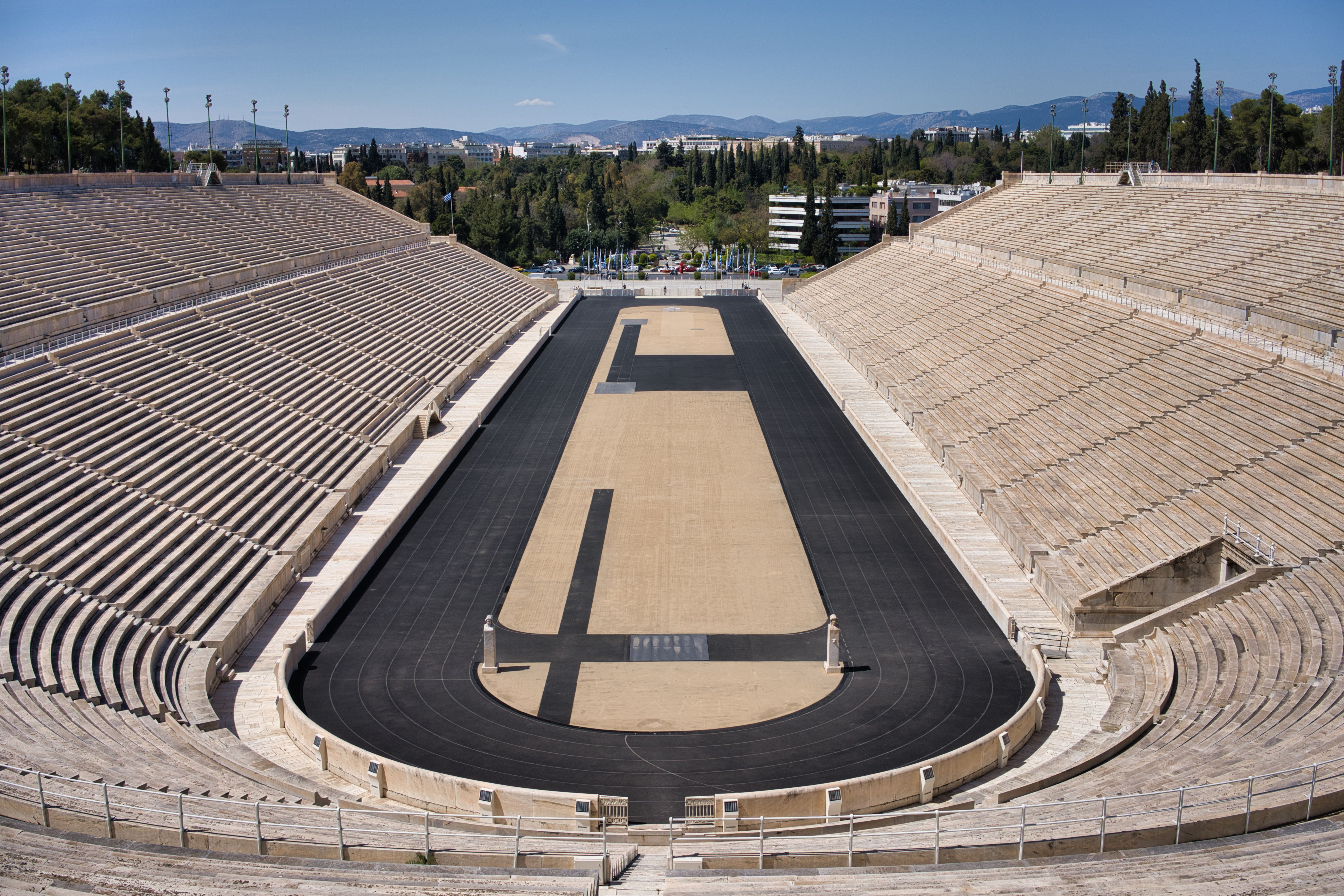
Das Athener Panathinaiko-Stadion im Jahr 2014

Der Marathonlauf der Männer bei den Olympischen Spielen 2004 in Athen wurde 29. August 2004 auf einem Kurs von Marathon zum Panathinaiko-Stadion in Athen ausgetragen. Von den 101 gestarteten Athleten erreichten 81 das Ziel.
Olympiasieger wurde der Italiener Stefano Baldini. Er gewann vor dem US-Amerikaner Meb Keflezighi und dem Brasilianer Vanderlei de Lima.
Der Österreicher Michael Buchleitner kam auf Platz 29 ins Ziel. Der Schweizer Viktor Röthlin musste das Rennen aufgeben.

Athleten aus Deutschland und Liechtenstein nahmen nicht teil.

## Aktuelle Titelträger
| Olympiasieger 2000                 | Gezahegne Abera ( Äthiopien)                 | 2:10:11 h                                    | Sydney 2000        |
| Weltmeister 2003                   | Jaouad Gharib ( Marokko)                     | 2:08:31 h                                    | Paris 2003         |
| Europameister 2002                 | Janne Holmén ( Finnland)                     | 2:12:14 h                                    | München 2002       |
| Panamerikanischer Meister 2003     | Vanderlei de Lima ( Brasilien)               | 2:19:08 h                                    | Santo Domingo 2003 |
| Zentralam. u. Karibik-Meister 2003 | Pamenos Ballantyne ( St. Vincent/Grenadinen) | 1:09:14 h – Halbmarathon                     | St. George’s 2003  |
| Südamerika-Meister 2002            | Vanderlei de Lima ( Brasilien)               | 2:11:19 h                                    | São Paulo 2002     |
| Asienmeister 2002                  | Satoshi Ōsaki ( Japan)                       | 2:16:46 h                                    | Hongkong 2002      |
| Afrikameister 2004                 | Marathonlauf nicht im Meisterschaftsprogramm | Marathonlauf nicht im Meisterschaftsprogramm | Brazzaville 2004   |
| Ozeanienmeister 2002               | Georges Richmond ( Tahiti)                   | 1:10:40 – Halbmarathon                       | Christchurch 2002  |

## Bestehende Rekorde
Anmerkung zum Begriff „Weltrekord“:

Offizielle Weltrekorde im Marathonlauf führt der Internationale Leichtathletik-Verband IAAF erst seit dem 1. Januar 2004, vorher galt hier wegen der unterschiedlichen Streckenbeschaffenheiten der Begriff „Weltbestleistung“. Paul Tergats Bestzeit aus dem Jahre 2003 wurde nachträglich als Weltrekord anerkannt. Daneben zählt die IAAF die im Jahr 2002 von Khalid Khannouchi gelaufene Zeit beim London-Marathon – 2:05:38 h – als erste offizielle Weltbestzeit zu den Weltrekorden dazu.
| Weltrekord         | 2:04:55 h | Paul Tergat ( Kenia)     | Berlin, Deutschland | 28. September 2003 |
| Olympischer Rekord | 2:09:21 h | Carlos Lopes ( Portugal) | OS Los Angeles, USA | 12. August 1984    |

Angesichts der Begleitumstände mit hohen Temperaturen und einer Strecke mit Steigungen und Gefälle waren Rekorde hier kaum möglich. Der italienische Olympiasieger Stefano Baldini blieb mit seinen 2:10:55 h 1:34 min über dem Olympia- und genau sechs Minuten über dem Weltrekord.

## Streckenführung

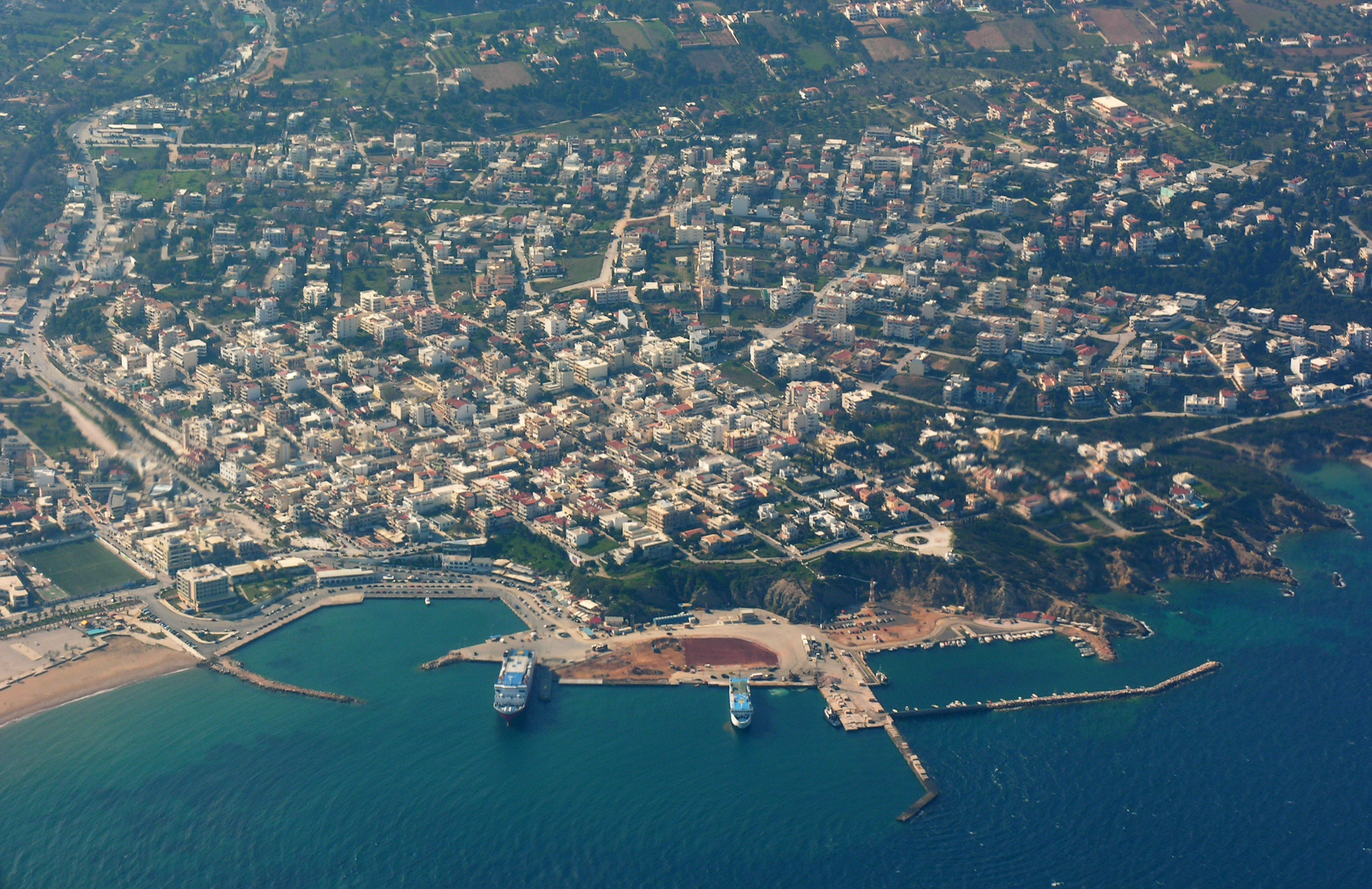
Der Hafen von Rafina im Jahr 2009

Die Strecke begann in der Ortschaft Marathon und führte über die Nationalstraße 83 zunächst nach Süden, wobei der Grabhügel der in der Schlacht bei Marathon gefallenen Athener umrundet wurde. Anschließend durchquerte der Kurs die Stadt Nea Makri. Nach zehn flachen Kilometern kamen nun die ersten Anstiege. Bei Rafina bog die Route nach Westen auf die Nationalstraße 54 ab. Über Rafina-Pikermi, Pallini und Gerakas gelangte man bei Streckenkilometer 32 nach Agia Paraskevi, wo mit 240 Metern über dem Meer der höchste Punkt der Strecke erreicht wurde. Von dort ging es bergab durch Chalandri, Cholargos und Goudi in die Kernstadt von Athen. Das Ziel befand sich im Panathinaiko-Stadion, in dem die Läufer noch eine Runde zurückzulegen hatten.

## Ausgangssituation
Zum Favoritenkreis gehörten zunächst einmal der amtierende Weltmeister Jaouad Gharib aus Marokko, der spanische Vizeweltmeister Julio Rey, der zweimalige WM-Dritte Stefano Baldini aus Italien und der früher als 10.000-Meter-Läufer sehr erfolgreiche Kenianer Paul Tergat, jetzt Weltrekordhalter auf der Marathonstrecke. Auch die bei den letzten Weltmeisterschaften nächst platzierten Läufer Alberto Chaíça aus Portugal und der Japaner Shigeru Aburaya zählten zu den Anwärtern auf ein gutes Abschneiden.

## Ergebnis und Rennverlauf

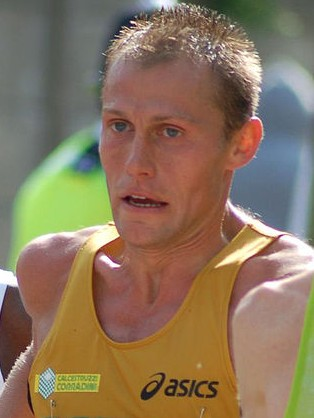
Gold für Stefano Baldini

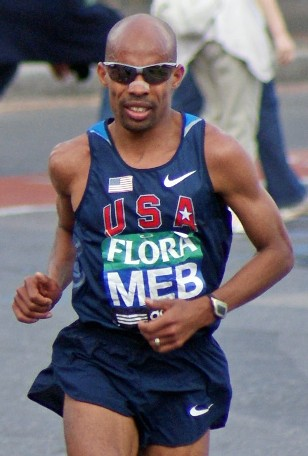
Silbermedaillengewinner Meb Keflezighi

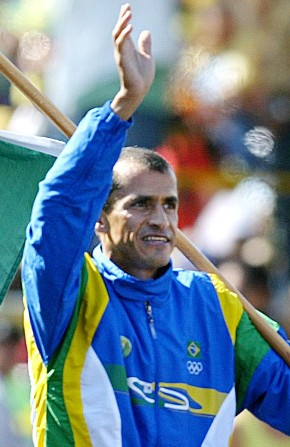
Bronzemedaillengewinner Vanderlei de Lima

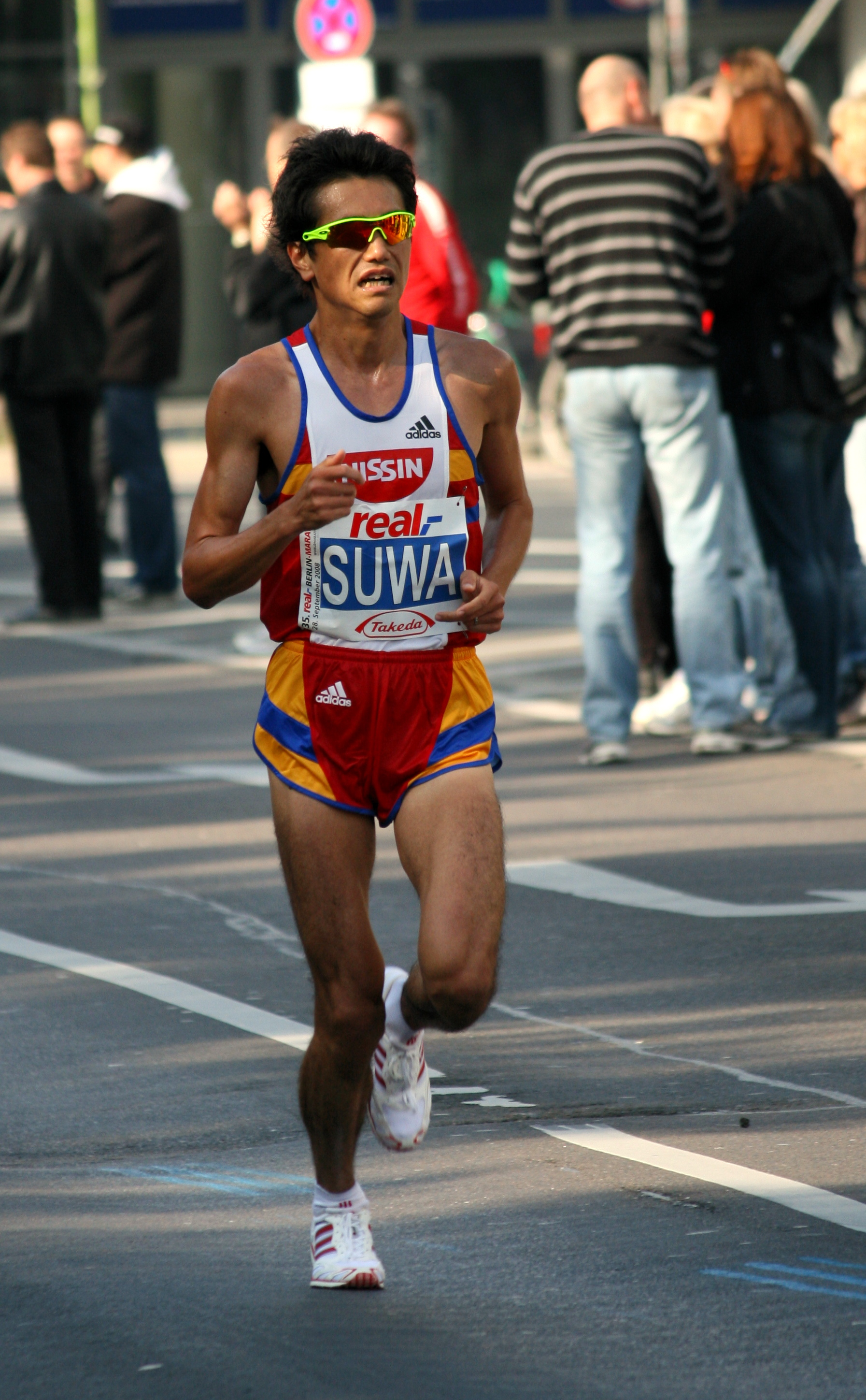
Der Olympiasechste Toshinari Suwa

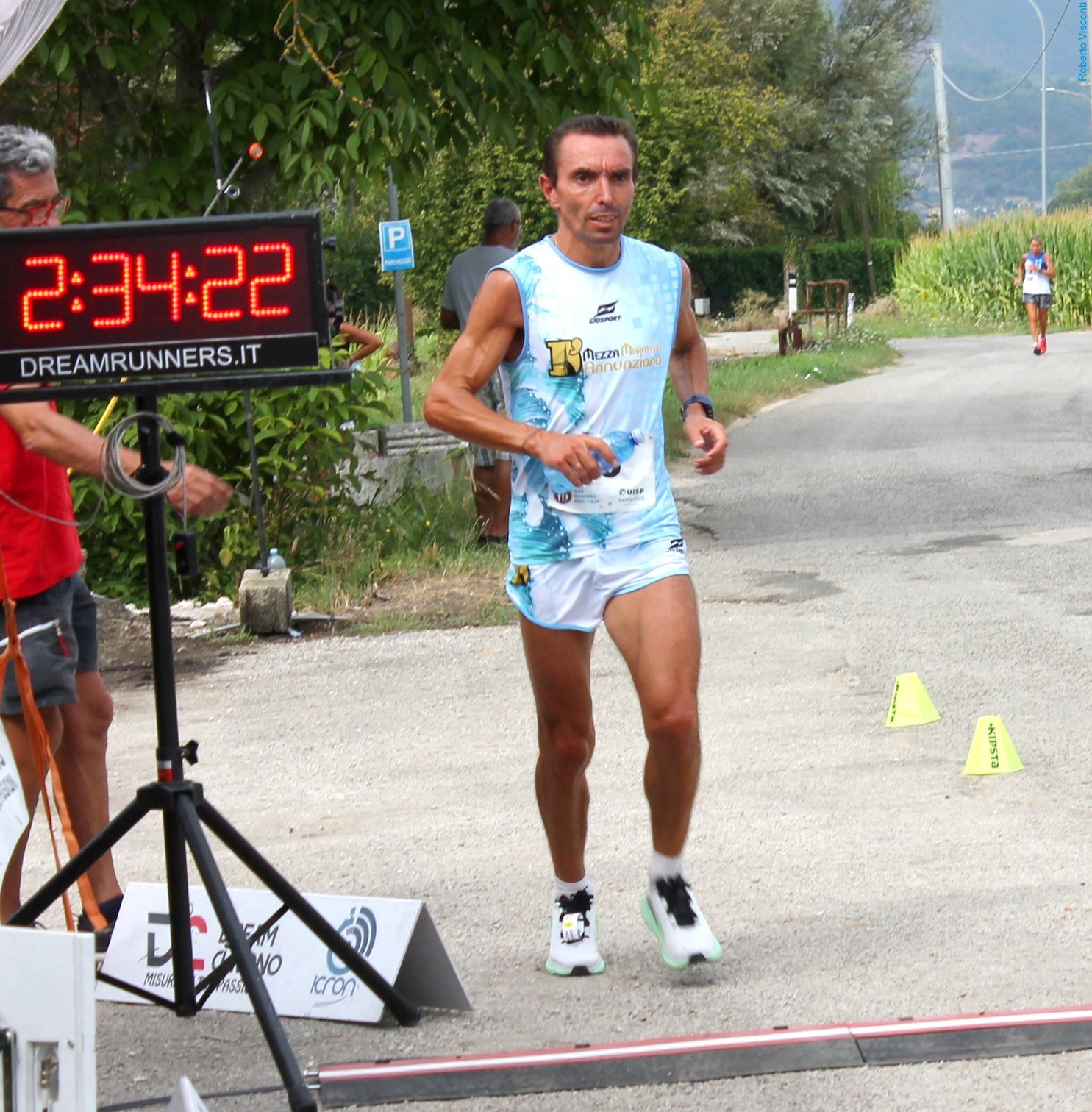
Rang zehn für Alberico Di Cecco

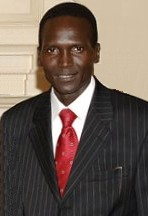
Paul Tergat belegte Rang elf

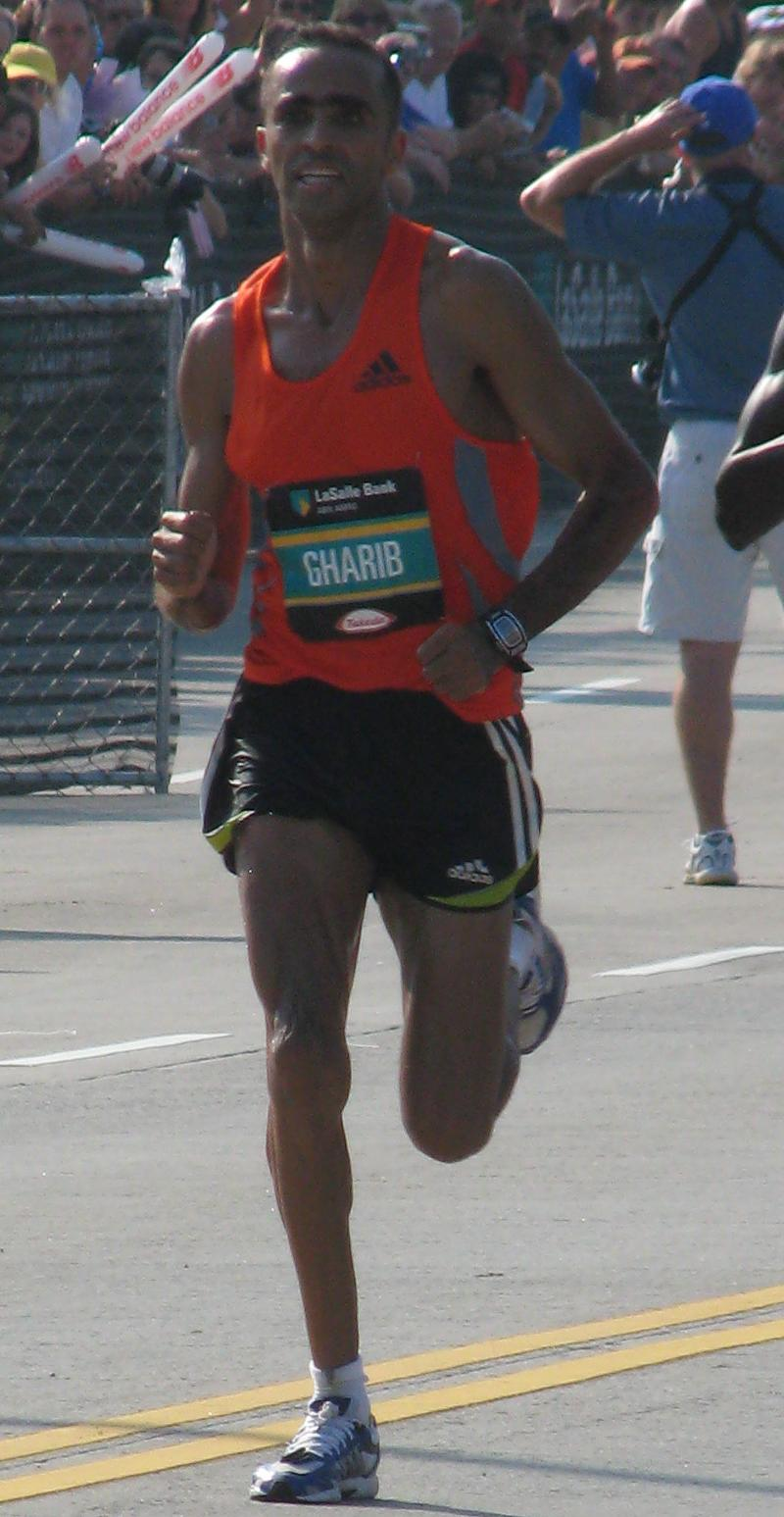
Weltmeister Jaouad Gharib wurde Zwölfter

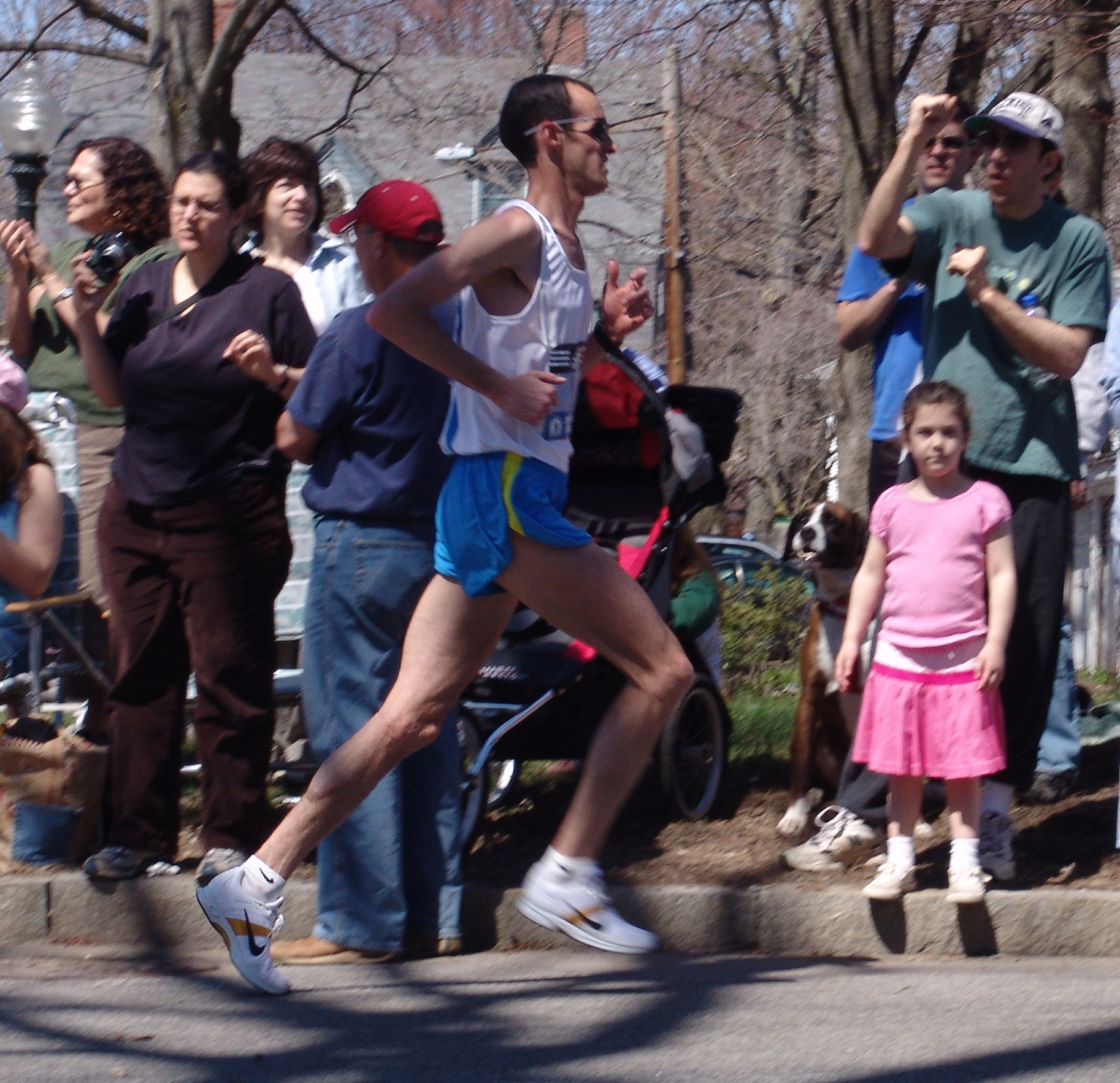
Alan Culpepper kam auf Platz dreizehn

29. August 2004, 18:00 Uhr – Ortszeit Athen (UTC+2)
| Zwischenzeiten      | Zwischenzeiten | Zwischenzeiten                  | Zwischenzeiten |
| Zwischenzeit- marke | Zwischenzeit   | Führende(r)                     | 5-km-Zeit      |
| ------------------- | -------------- | ------------------------------- | -------------- |
| 5 km                | 15:57 min      | Bat-Otschiryn Ser-Od            | 15:57 min      |
| 10 km               | 31:54 min      | Vanderlei de Lima               | 15:57 min      |
| 15 km               | 48:15 min      | Ali Mabrouk El Zaidi / Han Gang | 16:21 min      |
| 20 km               | 1:03:54 h00    | Vanderlei de Lima               | 15:39 min      |
| 25 km               | 1:19:33 h00    | Vanderlei de Lima               | 15:39 min      |
| 30 km               | 1:35:03 h00    | Vanderlei de Lima               | 15:30 min      |
| 35 km               | 1:50:09 h00    | Vanderlei de Lima               | 15:06 min      |
| 40 km               | 2:04:49 h00    | Stefano Baldini                 | 14:40 min      |

| Platz | Athlet               | Land                         | Zeit (h) |
| ----- | -------------------- | ---------------------------- | -------- |
| 01    | Stefano Baldini      | Italien                      | 2:10:55  |
| 02    | Meb Keflezighi       | USA                          | 2:11:29  |
| 03    | Vanderlei de Lima    | Brasilien                    | 2:12:11  |
| 04    | Jon Brown            | Großbritannien               | 2:12:26  |
| 05    | Shigeru Aburaya      | Japan                        | 2:13:11  |
| 06    | Toshinari Suwa       | Japan                        | 2:13:24  |
| 07    | Erick Wainaina       | Kenia                        | 2:13:30  |
| 08    | Alberto Chaíça       | Portugal                     | 2:14:17  |
| 09    | Tendai Chimusasa     | Simbabwe                     | 2:14:19  |
| 10    | Alberico Di Cecco    | Italien                      | 2.14:34  |
| 11    | Paul Tergat          | Kenia                        | 2:14:45  |
| 12    | Jaouad Gharib        | Marokko                      | 2:15:12  |
| 13    | Alan Culpepper       | USA                          | 2:15:26  |
| 14    | Leonid Schwezow      | Russland                     | 2:15:28  |
| 15    | Lee Bong-ju          | Südkorea                     | 2:15:33  |
| 16    | Ambesse Tolosa       | Äthiopien                    | 2:15:39  |
| 17    | Gert Thys            | Südafrika                    | 2:16:08  |
| 18    | Ji Young-jun         | Südkorea                     | 2:16:14  |
| 19    | Antoni Peña          | Spanien                      | 2:16:38  |
| 20    | Grigori Andrejew     | Russland                     | 2:16:55  |
| 21    | Ayele Seteng         | Israel                       | 2:17:25  |
| 22    | Jonathan Wyatt       | Neuseeland                   | 2:17:45  |
| 23    | Janne Holmén         | Finnland                     | 2:17:50  |
| 24    | Daniel Robinson      | Großbritannien               | 2:17:53  |
| 25    | Nikolaos Polias      | Griechenland                 | 2:17:56  |
| 26    | Ndabili Bashingili   | Botswana                     | 2:18:09  |
| 27    | Pavel Loskutov       | Estland                      | 2:18:09  |
| 28    | José Ríos            | Spanien                      | 2:18:40  |
| 29    | Lee Troop            | Australien                   | 2:18:46  |
| 30    | Michael Buchleitner  | Österreich                   | 2:19:19  |
| 31    | Anuradha Cooray      | Sri Lanka                    | 2:19:24  |
| 32    | Joachim Nshimirimana | Burundi                      | 2:19:31  |
| 33    | Dale Warrender       | Neuseeland                   | 2:19:42  |
| 34    | Waldemar Glinka      | Polen                        | 2:19:43  |
| 35    | Jong Myong-chol      | Nordkorea                    | 2:19:47  |
| 36    | El Hassan Lahssini   | Frankreich                   | 2:19:50  |
| 37    | Michał Bartoszak     | Polen                        | 2:20:20  |
| 38    | Ahmed Jumah Jaber    | Katar                        | 2:20:27  |
| 39    | Ali Mabrouk El Zaidi | Libyen                       | 2:20:31  |
| 40    | Samson Ramadhani     | Tansania                     | 2:20:38  |
| 41    | Lee Myong-seung      | Südkorea                     | 2:21:01  |
| 42    | Tomoaki Kunichika    | Japan                        | 2:21:13  |
| 43    | José Alirio Carrasco | Kolumbien                    | 2:21:14  |
| 44    | Ernest Ndjissipou    | Zentralafrikanische Republik | 2:21:23  |
| 45    | Nicholas Harrison    | Australien                   | 2:21:42  |
| 46    | Teferi Wodayo        | Äthiopien                    | 2:21:53  |
| 47    | Aguelmis Rojas       | Kuba                         | 2:21:59  |
| 48    | Abel Chimukoko       | Simbabwe                     | 2:22:09  |
| 49    | Saïd Belhout         | Algerien                     | 2:22:32  |
| 50    | Matthew O’Dowd       | Großbritannien               | 2:22:37  |
| 51    | Juan Carlos Cardona  | Kolumbien                    | 2:22:49  |
| 52    | Daniele Caimmi       | Italien                      | 2:23:07  |
| 53    | João N’Tyamba        | Angola                       | 2:23:26  |
| 54    | Roman Kejžar         | Slowenien                    | 2:23:34  |
| 55    | Procopio Franco      | Mexiko                       | 2:23:34  |
| 56    | Wu Wen-Chien         | Chinesisch Taipeh            | 2:23:54  |
| 57    | Antoni Bernadó       | Andorra                      | 2:23:55  |
| 58    | Julio Rey            | Spanien                      | 2:24:54  |
| 59    | Asaf Bimro           | Israel                       | 2:25:20  |
| 60    | Sisay Bezabeh        | Australien                   | 2:25:26  |
| 61    | Silvio Guerra        | Ecuador                      | 2:25:29  |
| 62    | Mathias Ntawulikura  | Ruanda                       | 2:26:05  |
| 63    | Róbert Štefko        | Tschechien                   | 2:27:12  |
| 64    | José Amado García    | Guatemala                    | 2:27:13  |
| 65    | Dan Browne           | USA                          | 2:27:17  |
| 66    | Han Gang             | Volksrepublik China          | 2:27:31  |
| 67    | Eduardo Buenavista   | Philippinen                  | 2:28:18  |
| 68    | Driss El Himer       | Frankreich                   | 2:29:07  |
| 69    | Andrés Espinosa      | Mexiko                       | 2:29:43  |
| 70    | Mpesela Ntlot Soeu   | Lesotho                      | 2:30:19  |
| 71    | Franklin Tenorio     | Ecuador                      | 2:31:12  |
| 72    | José Ernani Palalia  | Mexiko                       | 2:31:41  |
| 73    | Dmitri Burmakin      | Russland                     | 2:31:51  |
| 74    | Mindaugas Pukštas    | Litauen                      | 2:33:02  |
| 75    | Bat-Otschiryn Ser-Od | Mongolei                     | 2:33:24  |
| 76    | Zhu Ronghua          | Volksrepublik China          | 2:34:02  |
| 77    | Alfredo Arévalo      | Guatemala                    | 2:34:02  |
| 78    | António Zeferino     | Kap Verde                    | 2:36:22  |
| 79    | Waleri Pisarew       | Kirgisistan                  | 2:40:10  |
| 80    | Zepherinus Joseph    | St. Lucia                    | 2:44:19  |
| 81    | Marcel Matanin       | Slowakei                     | 2:50:26  |
| DNF   | Zsolt Bácskai        | Ungarn                       |          |
| DNF   | Dmytro Baranowskyj   | Ukraine                      |          |
| DNF   | Zebedayo Bayo        | Tansania                     |          |
| DNF   | Mustapha Bennacer    | Algerien                     |          |
| DNF   | Khalid El-Boumlili   | Marokko                      |          |
| DNF   | Gil da Cruz Trindade | Osttimor                     |          |
| DNF   | Luis Fonseca         | Venezuela                    |          |
| DNF   | Jean-Paul Gahimbaré  | Burundi                      |          |
| DNF   | Rachid Ghanmouni     | Marokko                      |          |
| DNF   | Luc Krotwaar         | Niederlande                  |          |
| DNF   | John Nada Saya       | Tansania                     |          |
| DNF   | Hailu Negussie       | Äthiopien                    |          |
| DNF   | Asat Rakipau         | Belarus                      |          |
| DNF   | Hendrick Ramaala     | Südafrika                    |          |
| DNF   | André Luiz Ramos     | Brasilien                    |          |
| DNF   | Al Mustafa Riyadh    | Bahrain                      |          |
| DNF   | Viktor Röthlin       | Schweiz                      |          |
| DNF   | Ian Syster           | Südafrika                    |          |
| DNF   | Jussi Utriainen      | Finnland                     |          |
| DNF   | Rômulo Wagner        | Brasilien                    |          |

Der Start erfolgte bei Temperaturen um ca. 30 °C. Die Athleten gingen das Rennen auf Grund dieser hohen Temperaturen sehr vorsichtig an. Bei Kilometer zwanzig konnte sich der Brasilianer Vanderlei de Lima ein wenig vom Feld absetzen. In der Folgezeit vergrößerte er seinen Vorsprung kontinuierlich, bis er nach dreißig Kilometern einen Vorsprung von ca. fünfzig Sekunden herausgelaufen hatte.
Nun verschärften die Verfolger das Tempo, angeführt von Baldini, Tergat und dem US-Athleten Meb Keflezighi. Es begann eine aussichtsreiche Aufholjagd, denn es waren noch viele Kilometer zurückzulegen. Tergat verlor später den Anschluss und fiel am Ende noch bis auf den elften Platz zurück. De Limas Vorsprung schmolz bis Kilometer 35 auf ca. zwanzig Sekunden. Bei Kilometer 36 kam es dann zu einem Zwischenfall. De Lima wurde von dem suspendierten irischen Priester Cornelius Horan von der Strecke gedrängt, woraufhin der Brasilianer in die Zuschauermenge am Rande der Strecke stürzte. Mehrere Zuschauer halfen ihm auf, sodass er das Rennen fortsetzen konnte, während Horan von der griechischen Polizei festgenommen wurde. De Lima, der allerdings schon vorher sehr zu kämpfen hatte, um seine Führung zu verteidigen, fand nicht mehr zurück zu seinem Laufrhythmus, er litt an Krämpfen und Schmerzen. Bei Kilometer 38 wurde er von Baldini und Keflezighi, die jetzt weiterhin ein hohes Tempo liefen, überholt.
In der Folge schüttelte Stefano Baldini auch seinen letzten Begleiter ab und siegte mit 34 Sekunden Vorsprung vor Meb Keflezighi. 42 Sekunden hinter dem US-Amerikaner erreichte auch Vanderlei de Lima unter großem Applaus das Ziel und rettete die Bronzemedaille. Als besondere Auszeichnung für seinen Sportsgeist wurde er von IOC-Präsidenten Jacques Rogge mit der Pierre-de-Coubertin-Medaille ausgezeichnet. Nur fünfzehn Sekunden nach de Lima erreichte der Brite Jon Brown das Ziel als Vierter vor den beiden Japanern Shigeru Aburaya und Toshinari Suwa. Der Kenianer Erick Wainaina belegte Rang sieben vor dem Portugiesen Alberto Chaíça.
Vanderlei de Lima war der erste brasilianische Medaillengewinner im Marathonlauf.

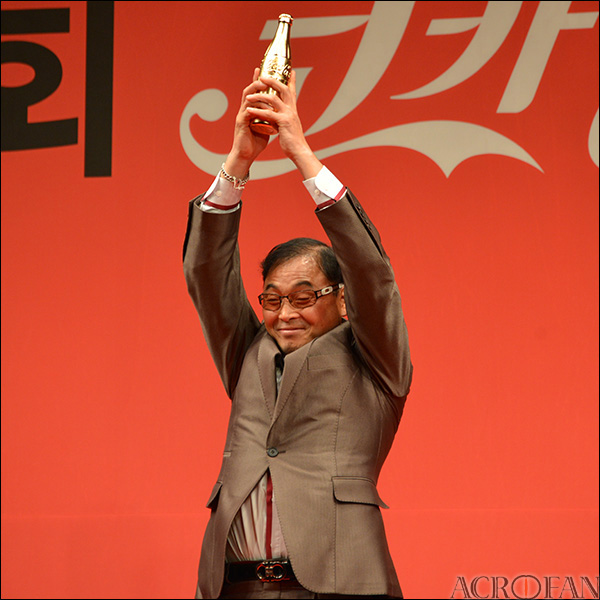
Lee Bong-ju, 1996 Olympiazweiter, kam auf den fünfzehnten Platz
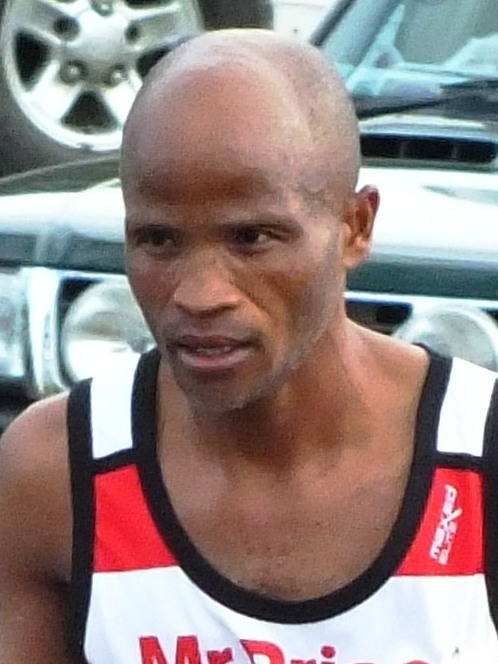
Gert Thys – Rang siebzehn
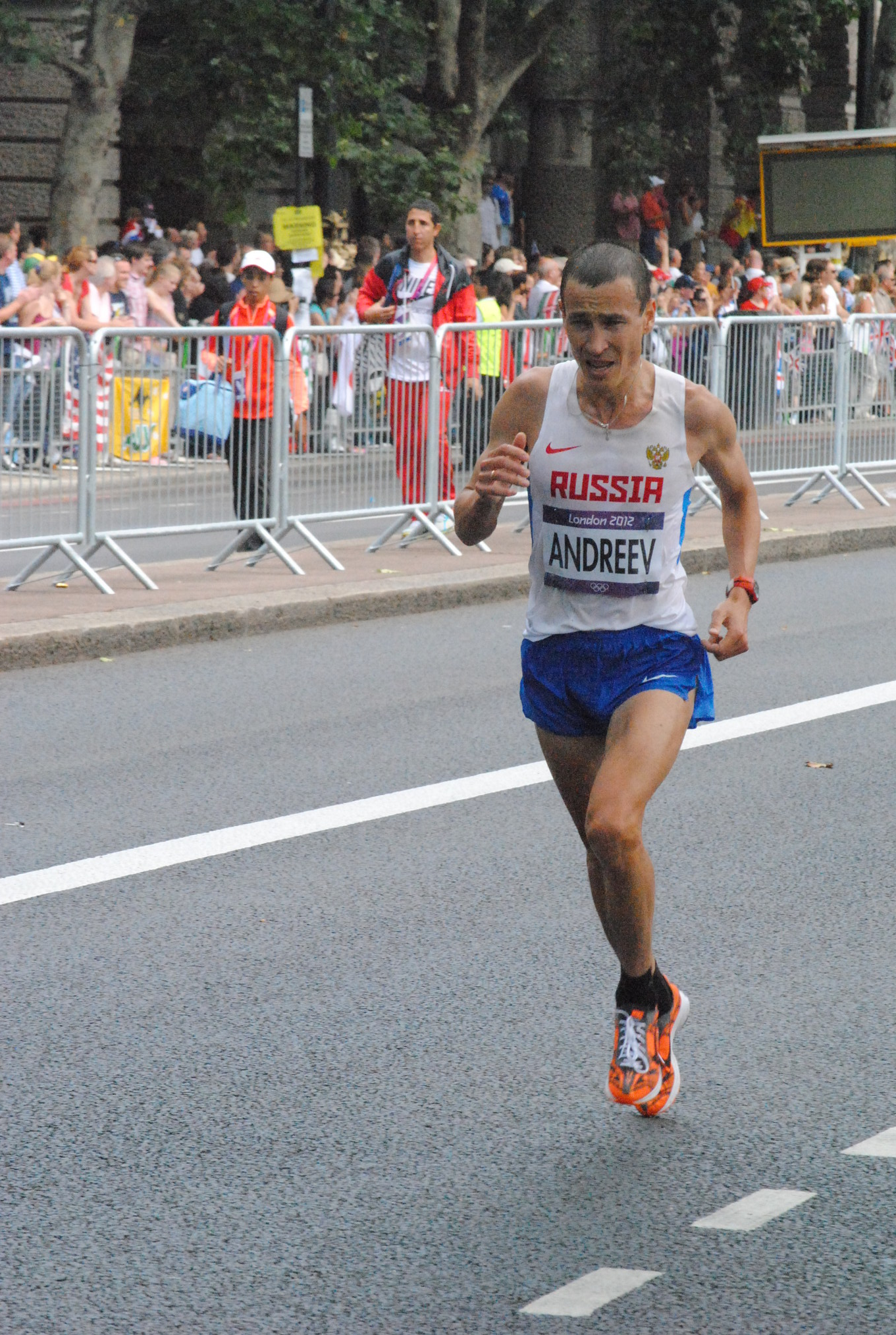
Grigori Andrejew – Rang zwanzig
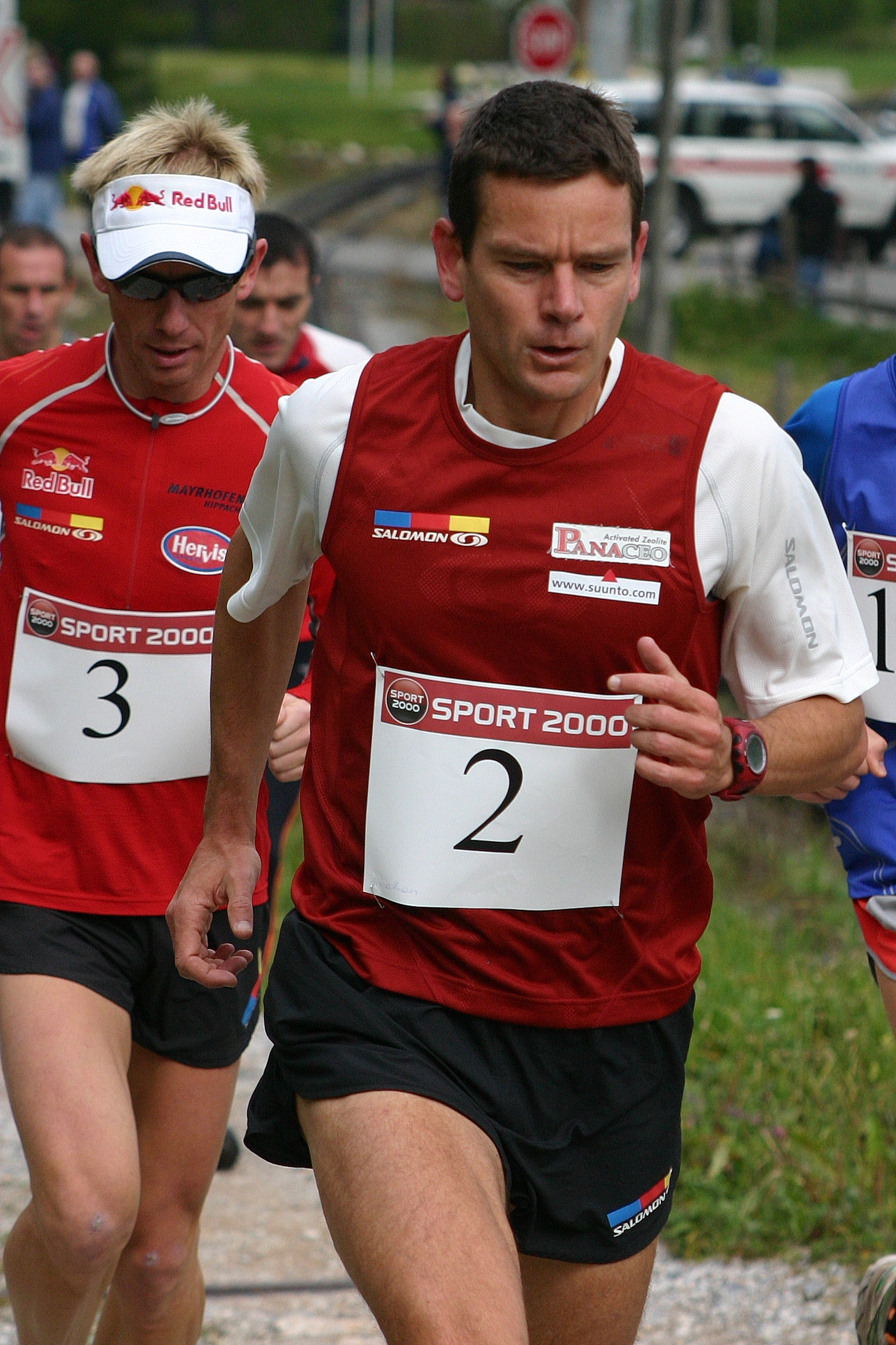
Jonathan Wyatt wurde am Ende 22.
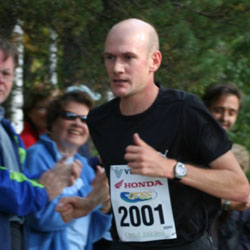
Europameister Janne Holmén kam als 23. ins Ziel
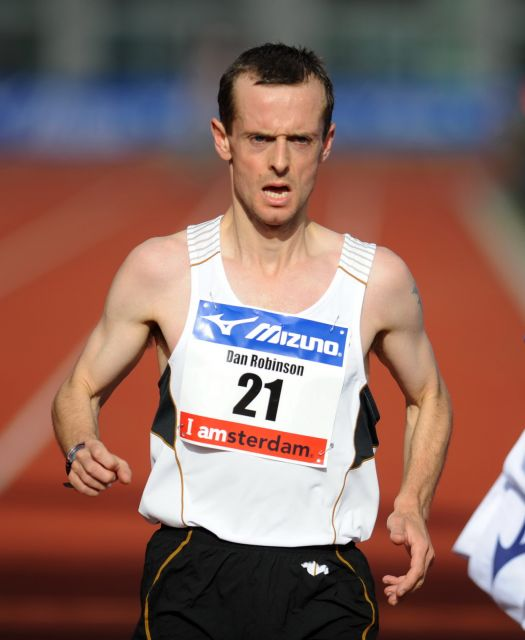
Daniel Robinson belegte den 24. Platz
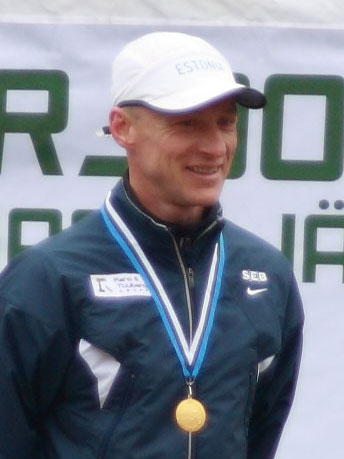
Pavel Loskutov wurde 27.
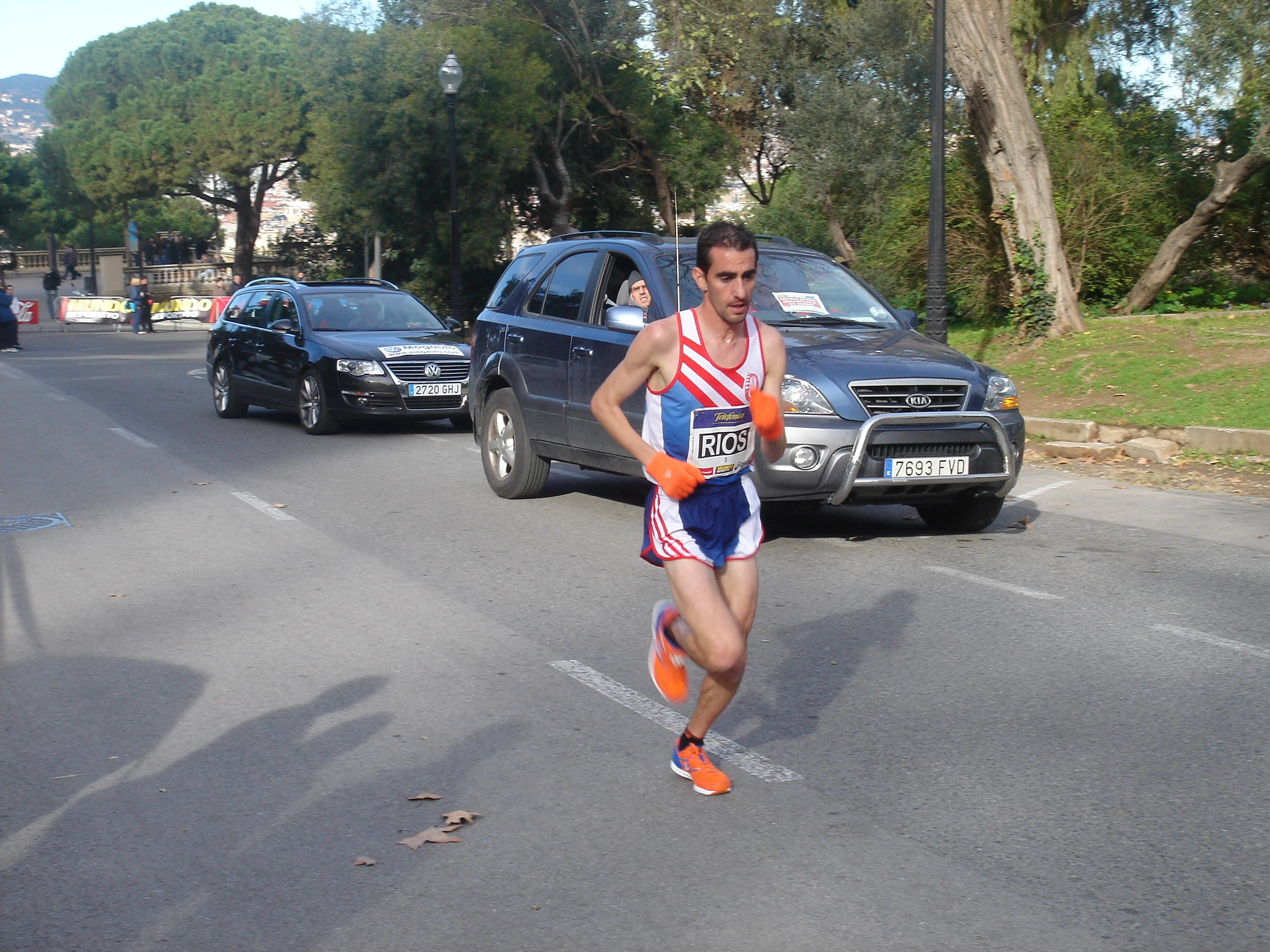
José Ríos kam auf Rang 28
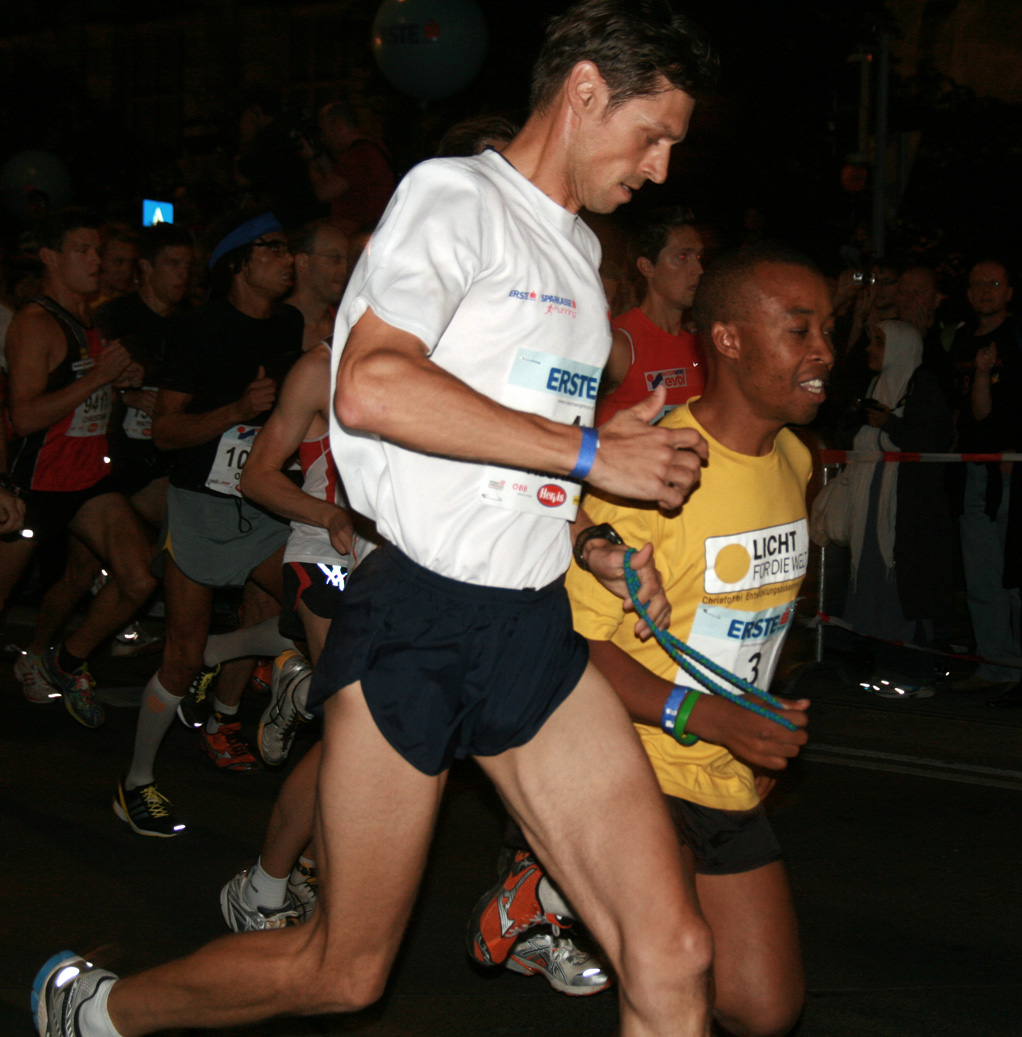
Michael Buchleitner (in Weiß) – Rang dreißig
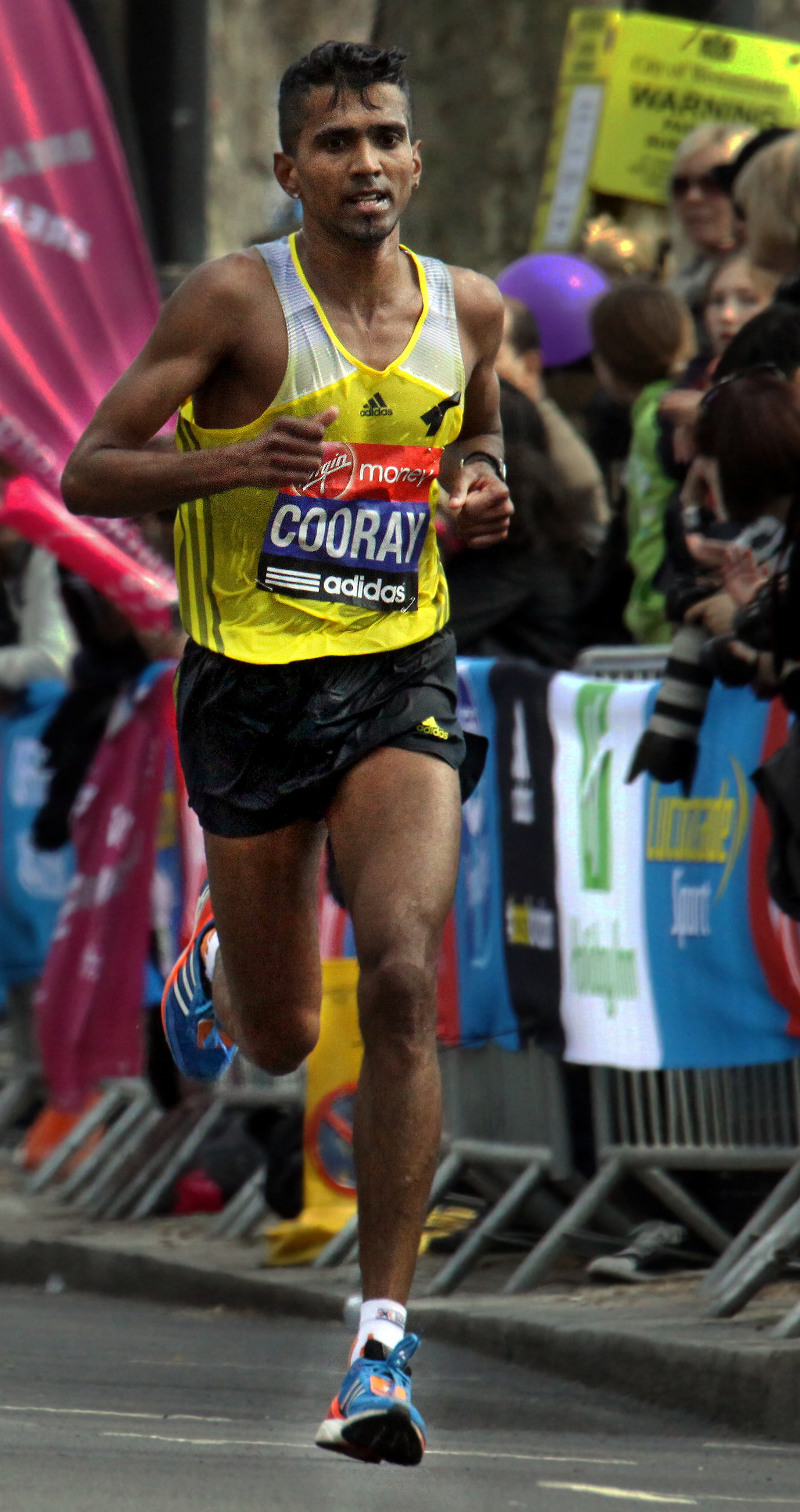
Anuradha Cooray wurde 31.
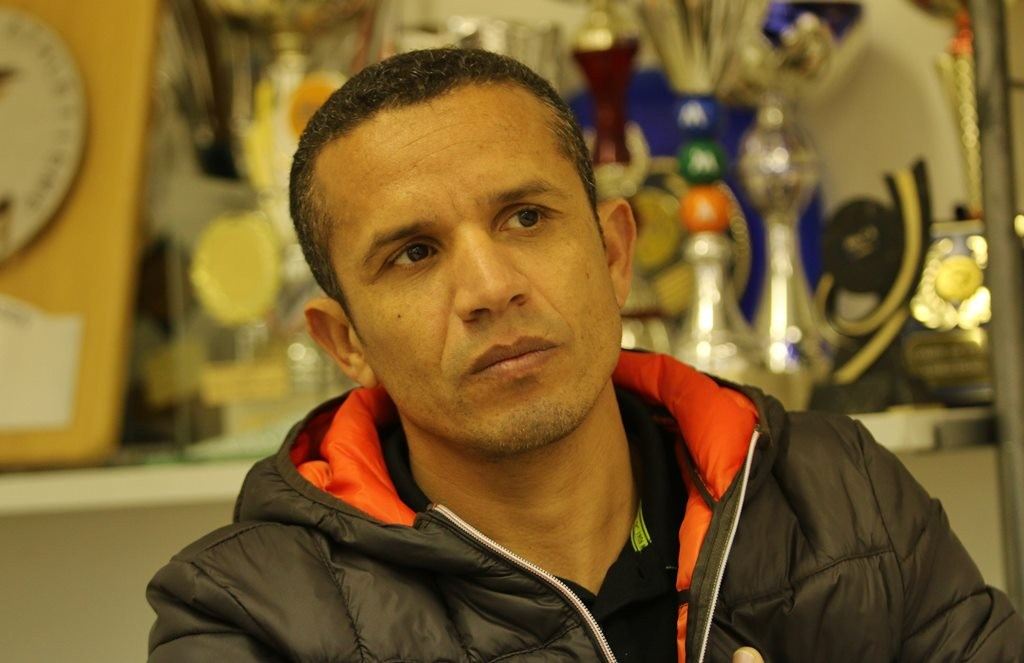
El Hassan Lahssini – Rang 36
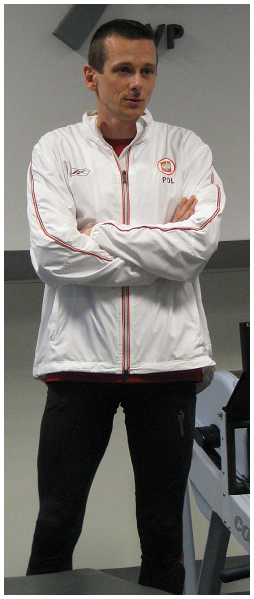
Michał Bartoszak – Rang 37
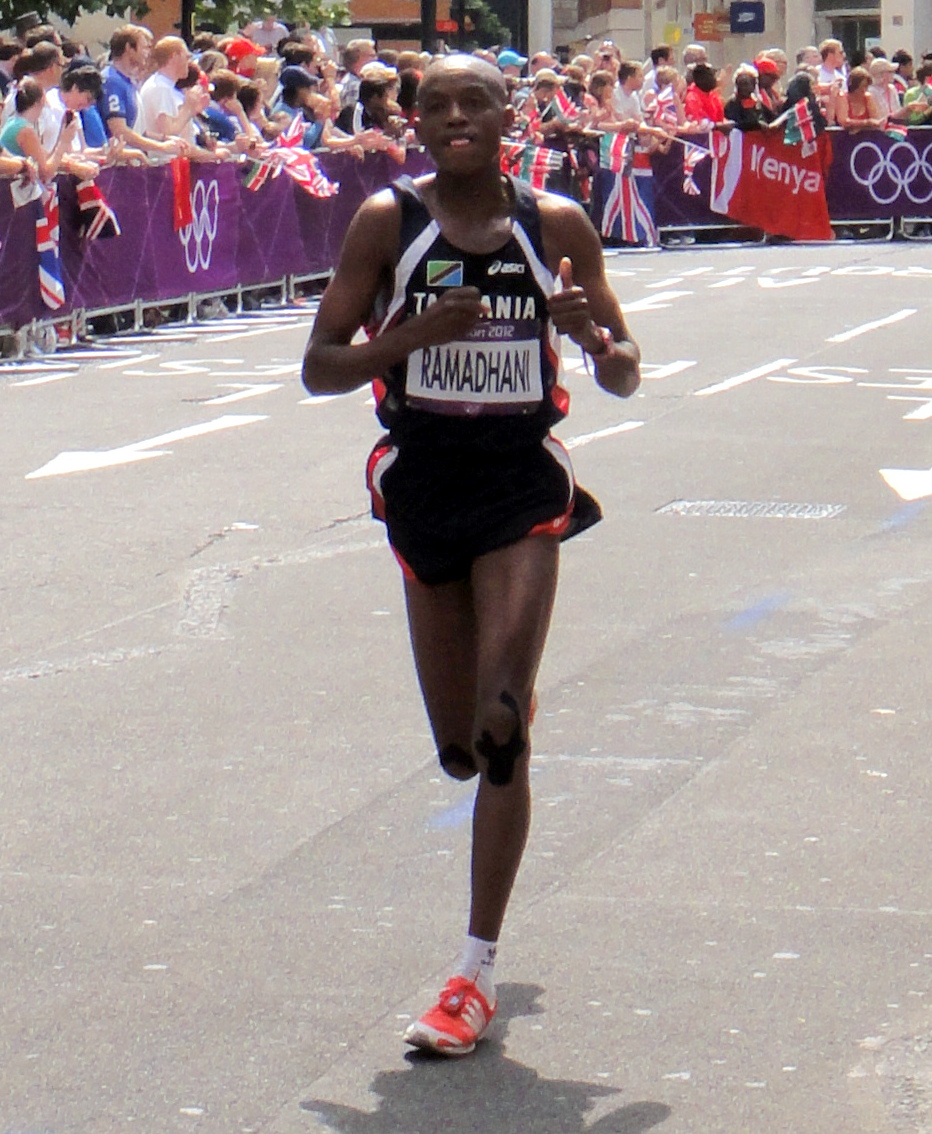
Samson Ramadhani – Rang vierzig
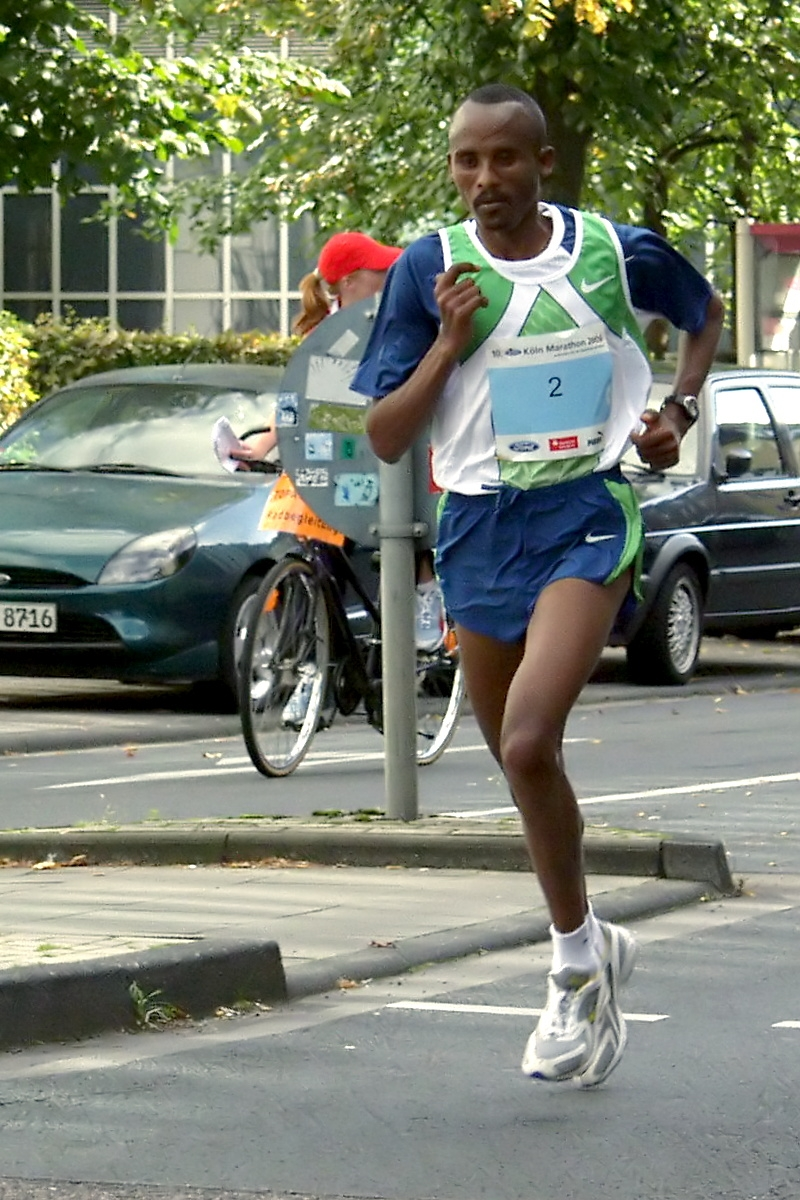
Platz 46 für Teferi Wodayo
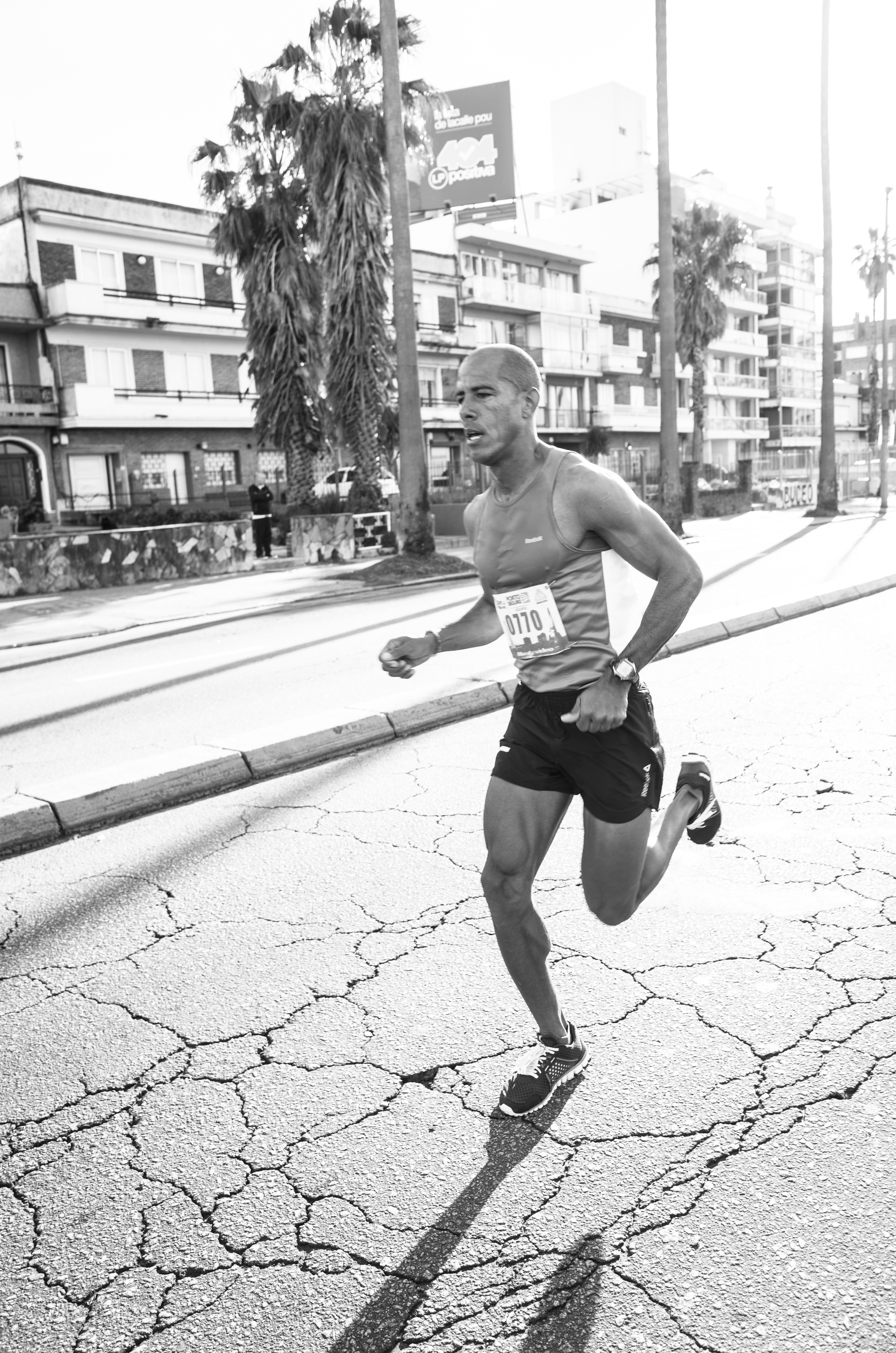
Aguelmis Rojas kam auf Rang 47
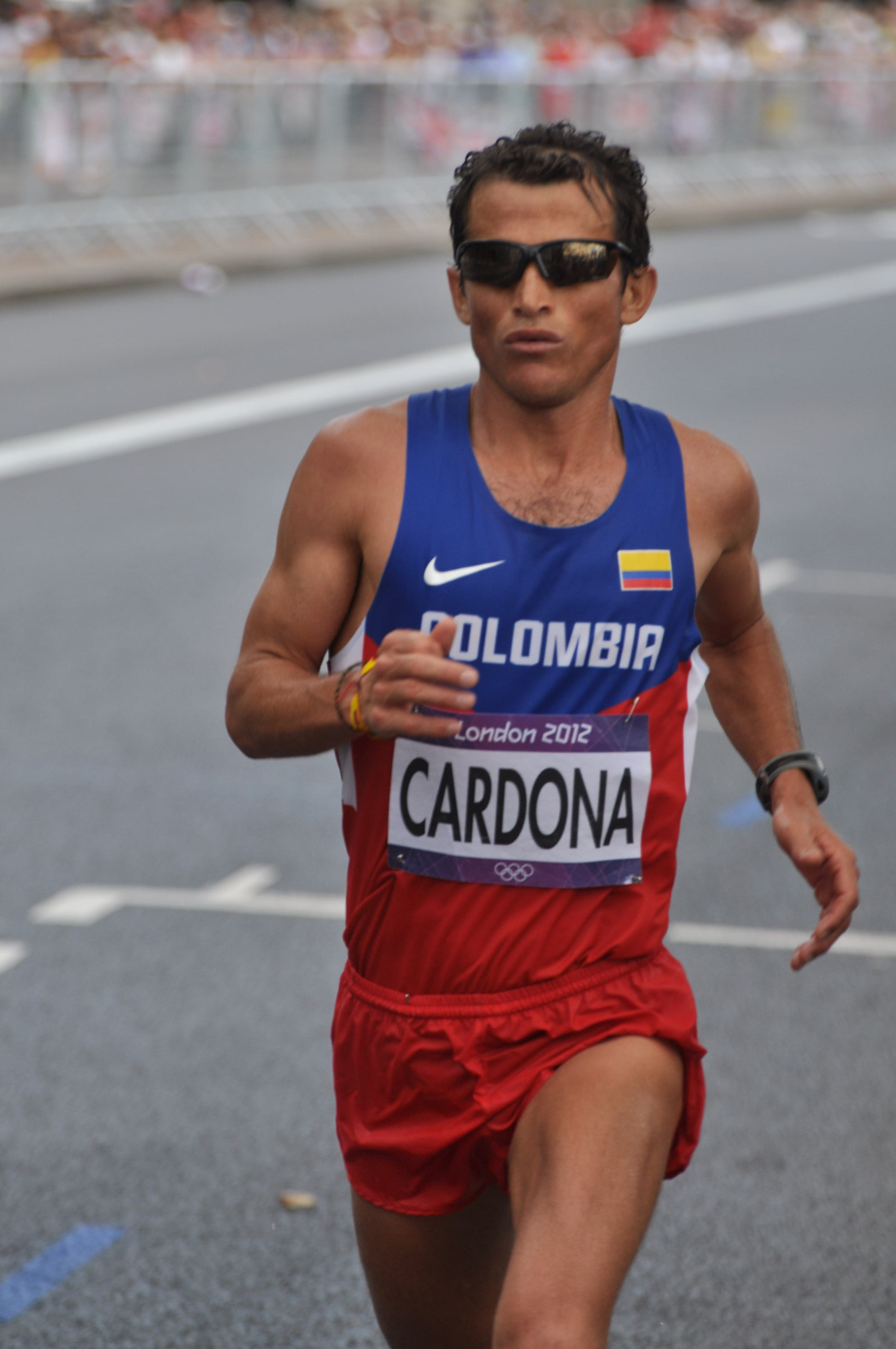
Juan Carlos Cardona – Rang 51
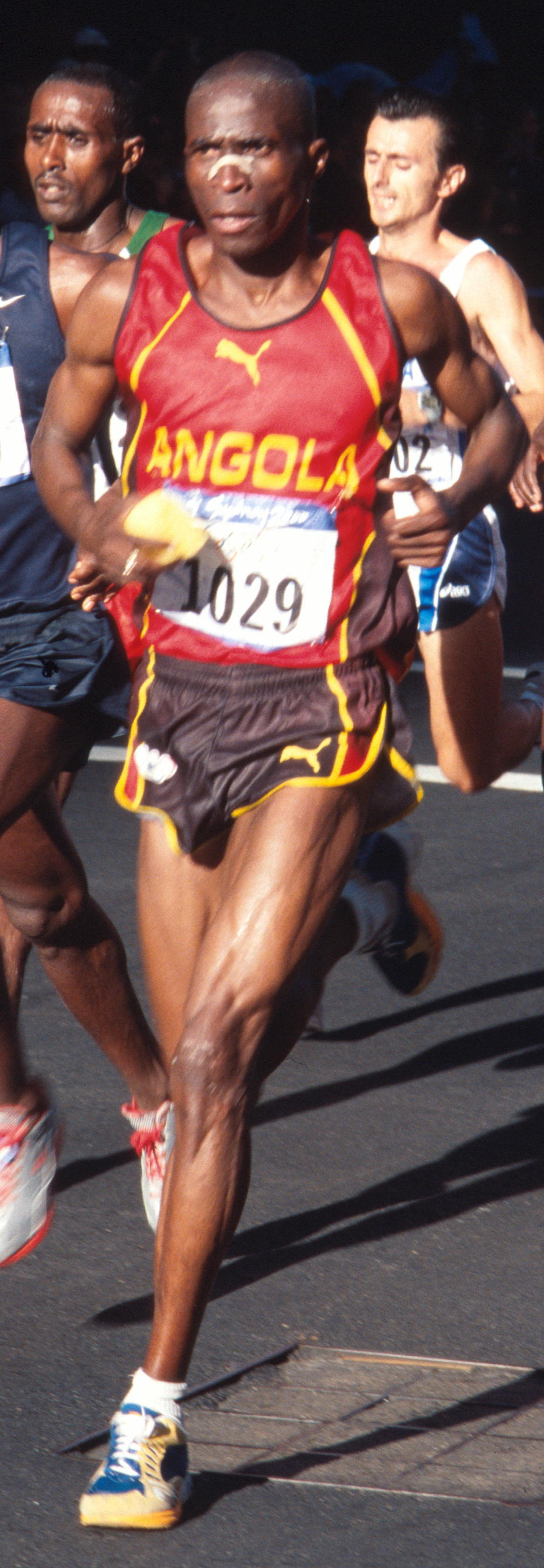
João N’Tyamba – Rang 53
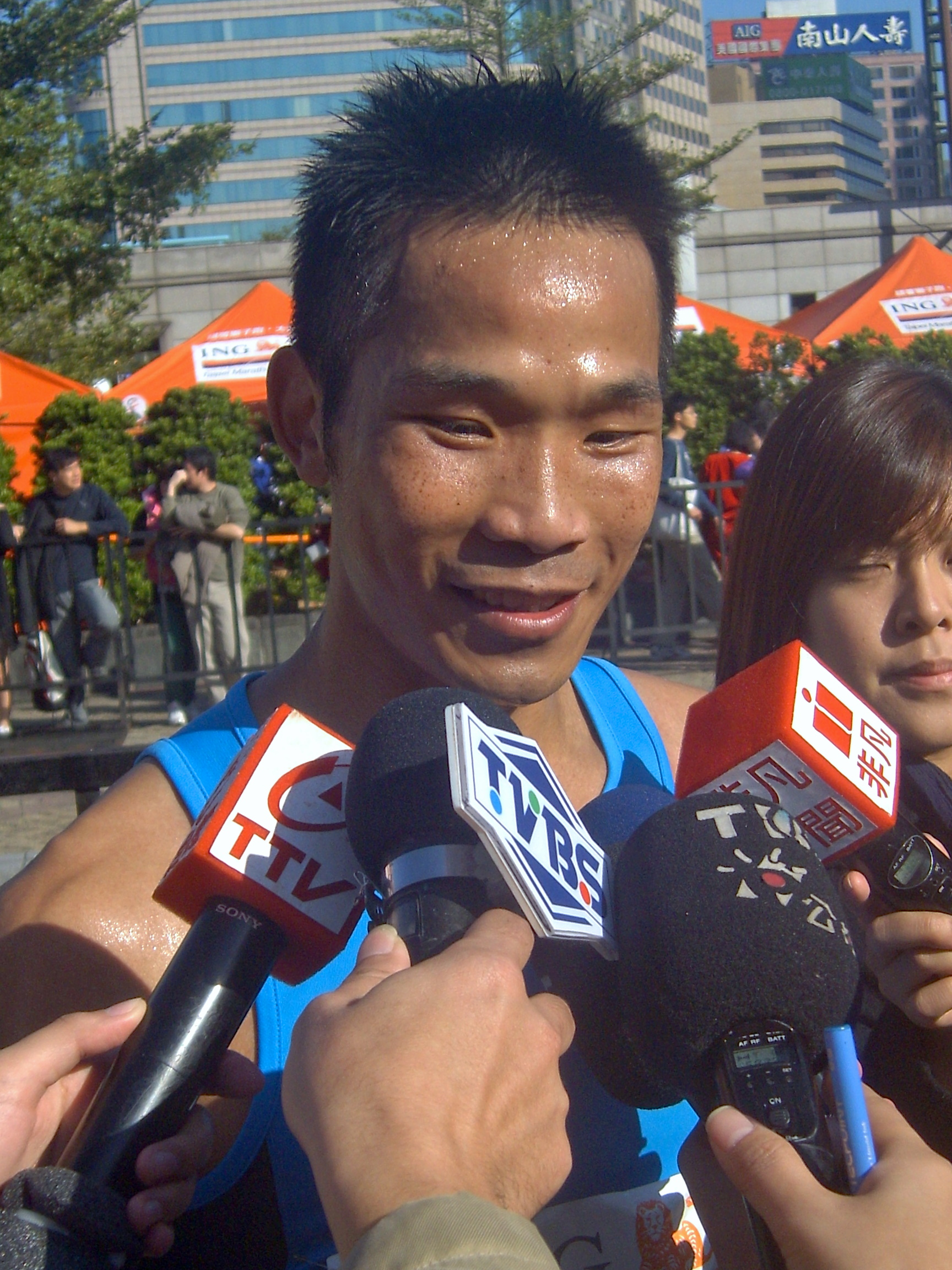
Wu Wen-Chien – Platz 56
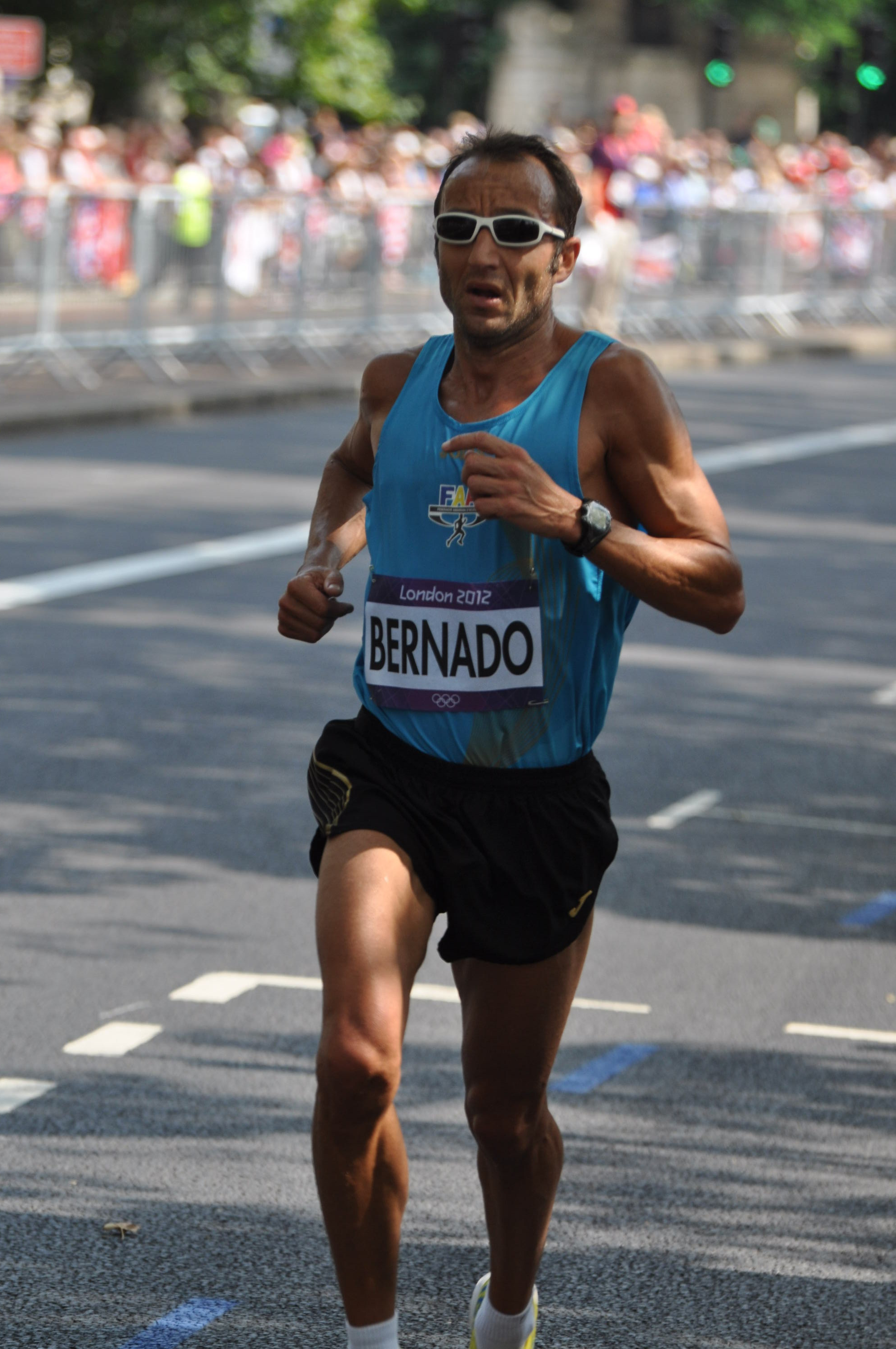
Antoni Bernadó – Rang 57
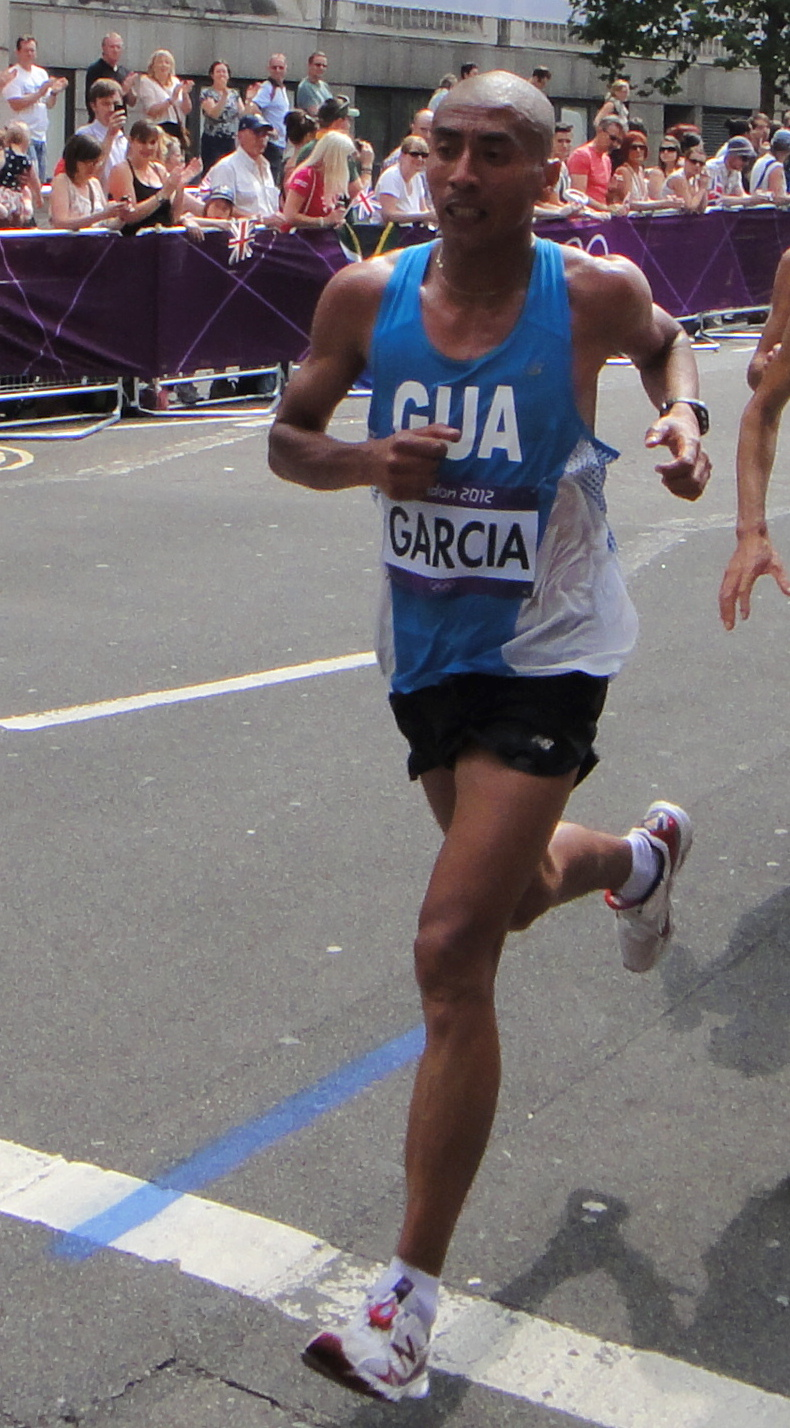
José Amado García – Rang 64
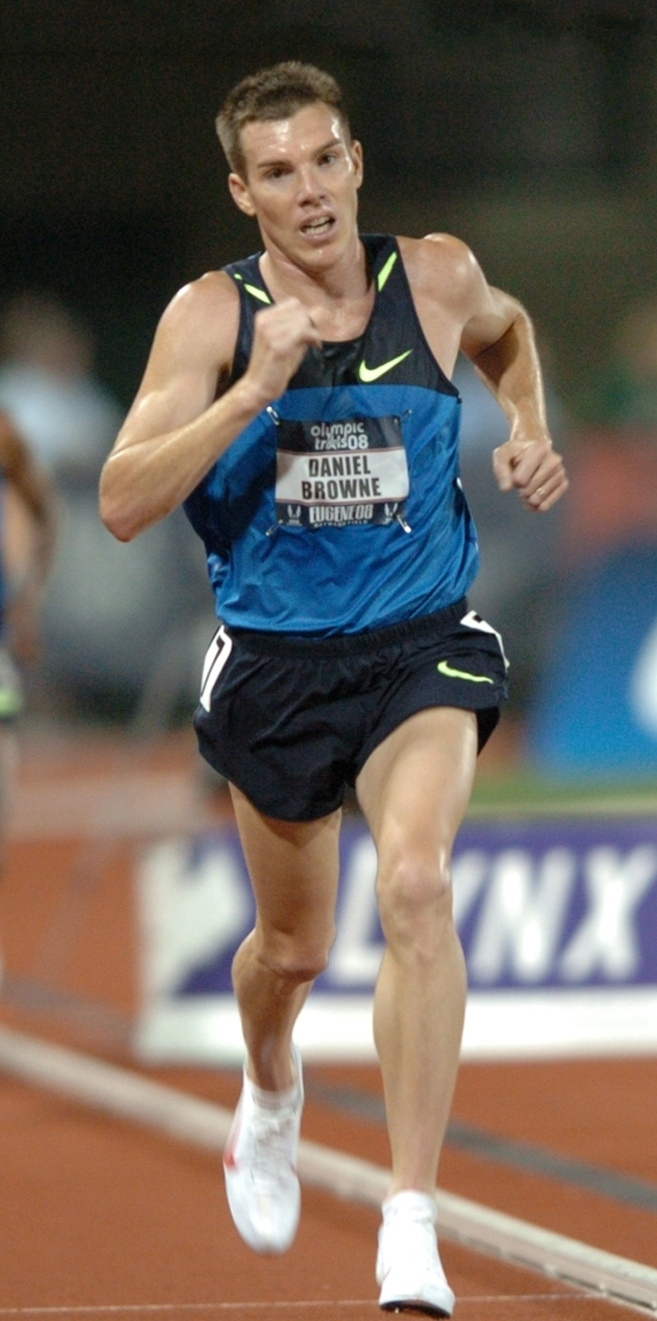
Dan Browne kam auf Rang 65
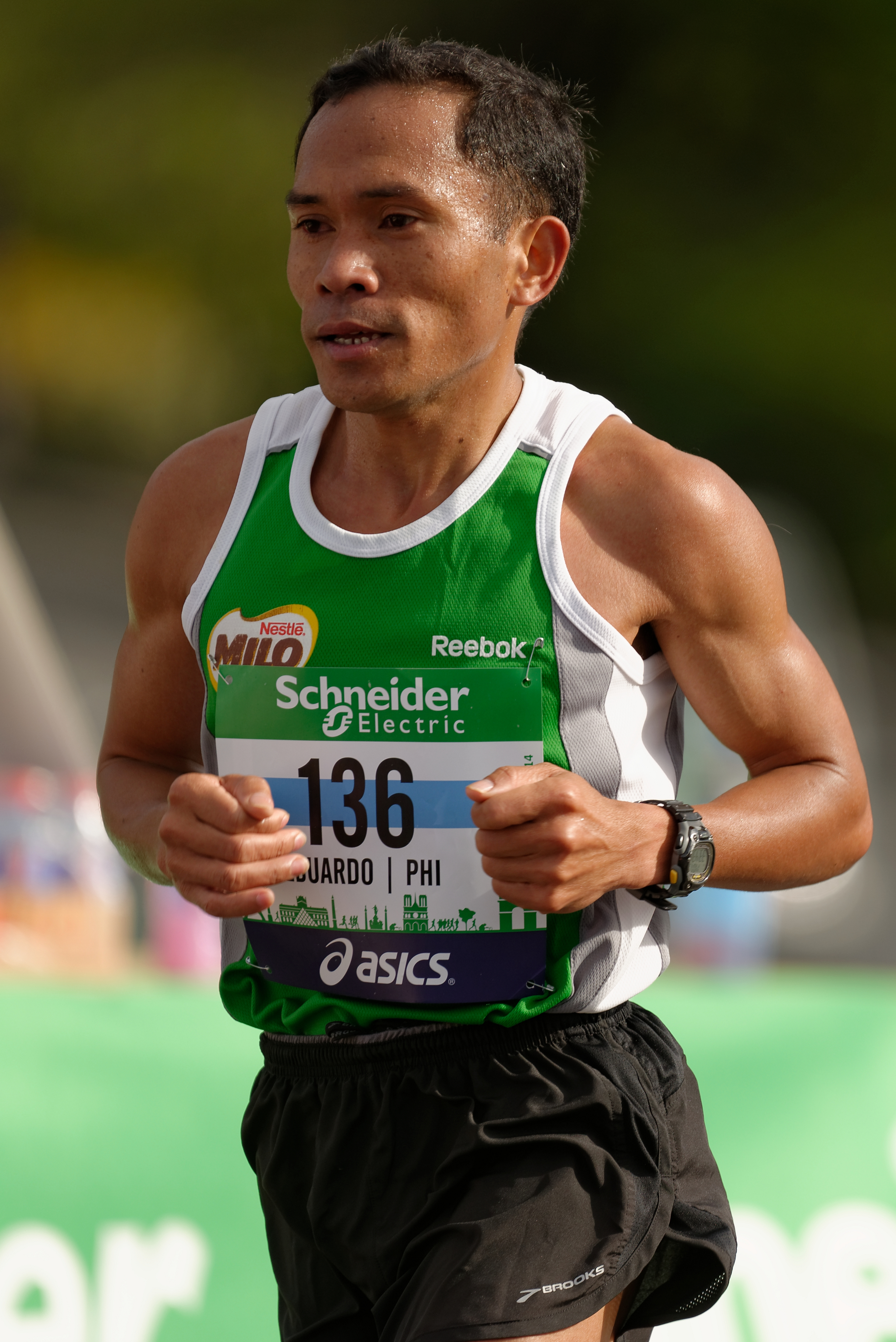
Eduardo Buenavista wurde 67.
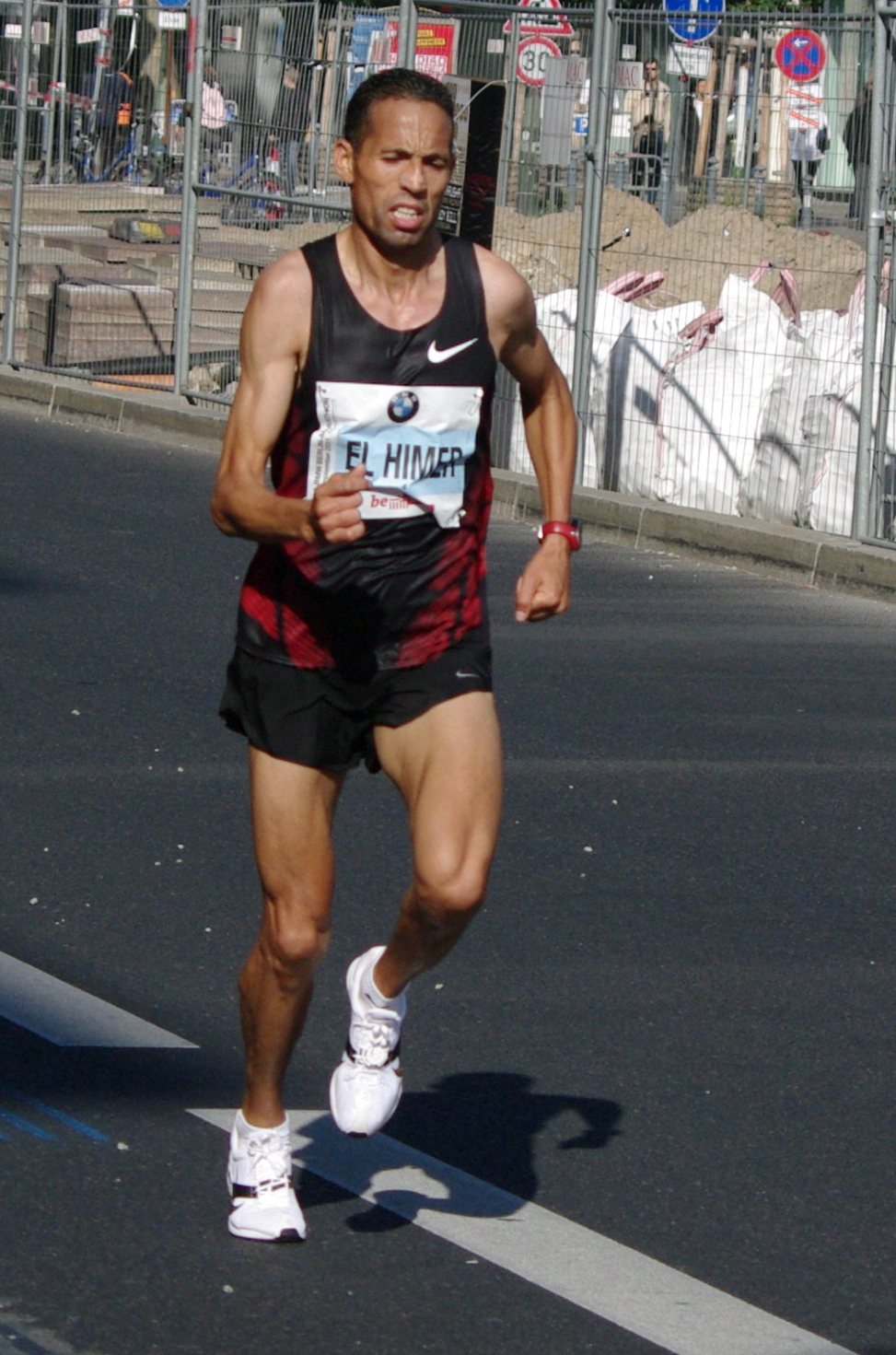
Driss El Himer belegte Platz 68
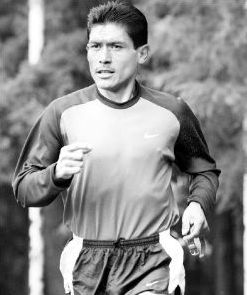
Andrés Espinosa wurde 69.
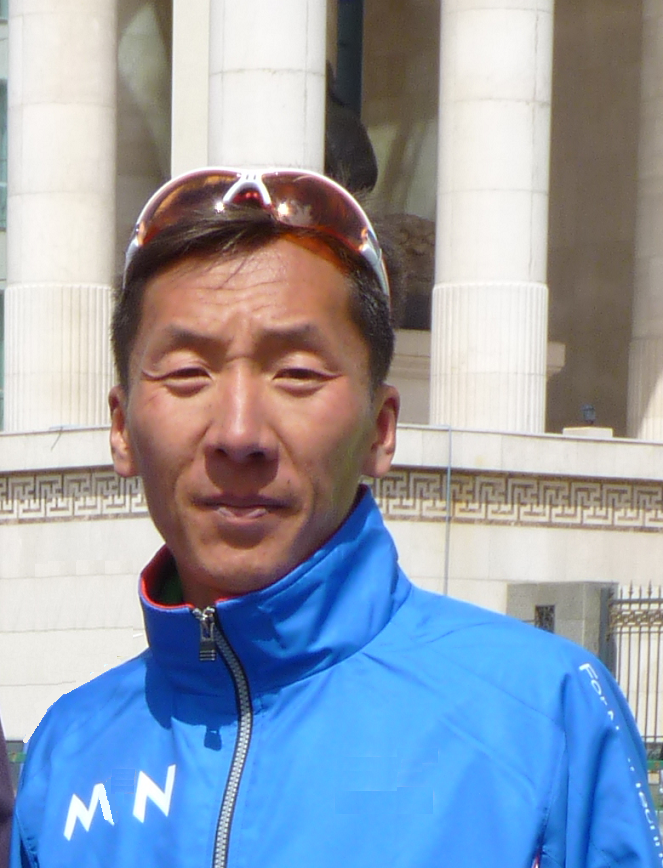
Bat-Otschiryn Ser-Od – nach fünf km an der Spitze, am Ende 75.
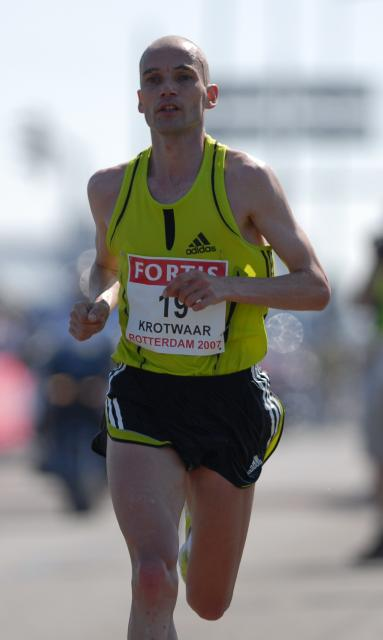
Luc Krotwaar gab das Rennen auf
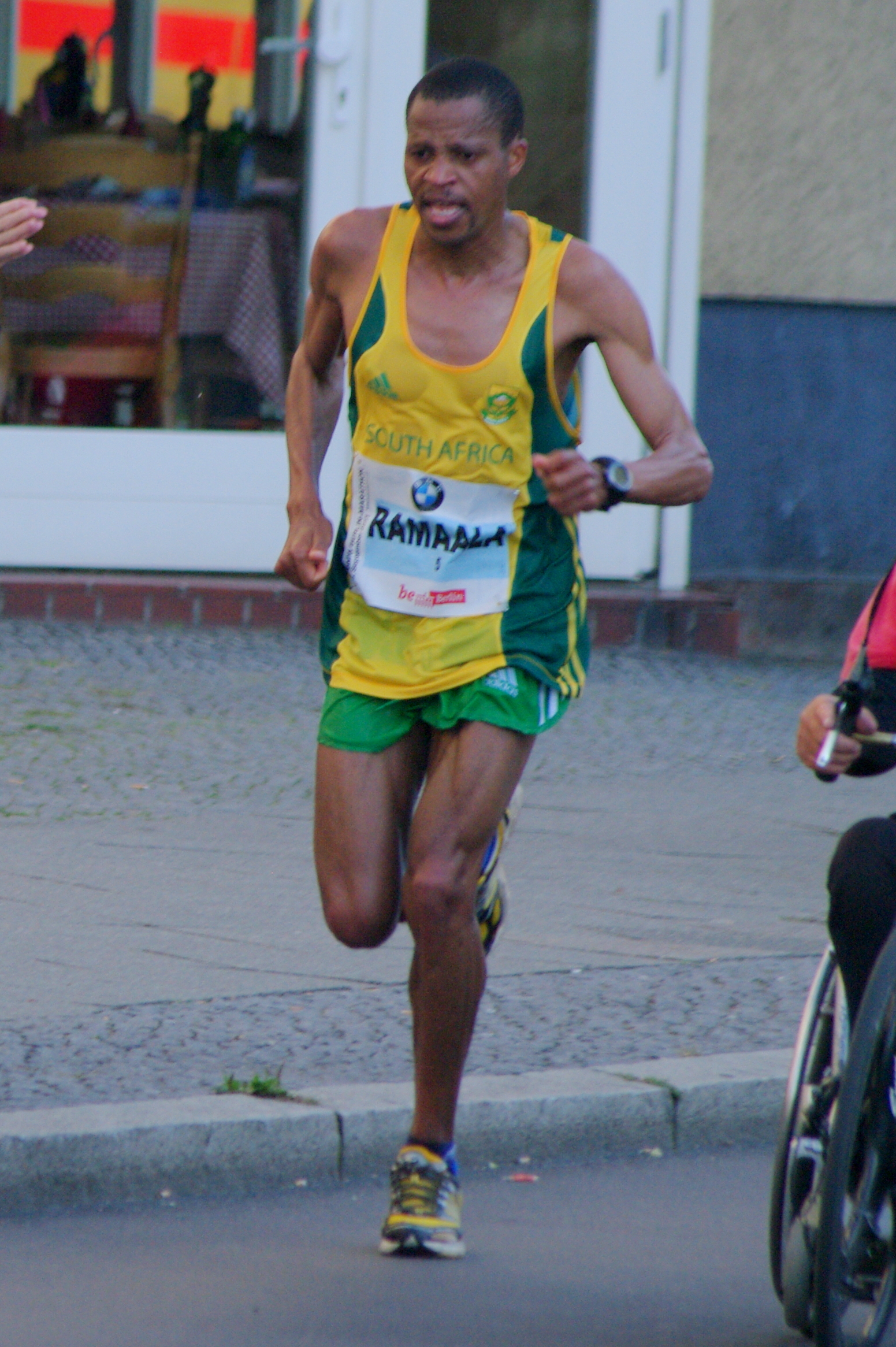
Hendrick Ramaala kam nicht ins Ziel
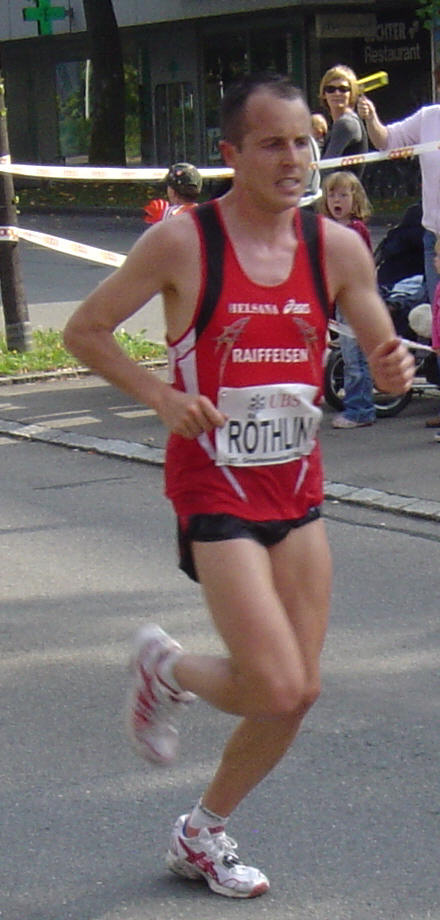
Viktor Röthlin beendete den Wettkampf vorzeitig
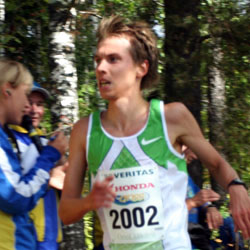
Jussi Utriainen erreichte nicht das Ziel

## Videolinks
- The determination of Vanderlei Cordeiro de Lima at the Men's Marathon, Athens 2004 Replays, youtube.com, abgerufen am 16. Februar 2022
- Stefano Baldini Athens 2004 Olympic Games Men's Marathon ITA, youtube.com, abgerufen am 24. April 2018
- Vanderlei de Lima Shows Incredible Perserverance - Athens 2004 Men's Marathon, youtube.com, abgerufen am 24. April 2018